# Liste der Kulturdenkmale in Rodewisch

Wappen von Rodewisch

In der Liste der Kulturdenkmale in Rodewisch sind die Kulturdenkmale der Stadt Rodewisch verzeichnet, die bis Februar 2020 vom Landesamt für Denkmalpflege Sachsen erfasst wurden (ohne archäologische Kulturdenkmale). Die Anmerkungen sind zu beachten.
Diese Aufzählung ist eine Teilmenge der Liste der Kulturdenkmale im Vogtlandkreis.

## Rodewisch
| Bild                                    | Bezeichnung | Lage                                         | Datierung | Beschreibung | ID       |
| --------------------------------------- | --- | -------------------------------------------- | --- | --- | -------- |
|                                         | Hochbehälter | (Flurstück 893a) (Karte)                     | Um 1900 | Im neogotischen Stil erbautes Wasserhaus, Zeugnis anspruchsvoller Gestaltung eines Zweckbaus, Denkmal der Technikgeschichte der Wasserwirtschaft. Würfelförmiger Bau auf quadratischem Grundriss, in Hanglage, eingeschossig, massiv, verputzt, spitzbogiger Eingang mit profiliertem Gewände, an den Gebäudeecken abgetreppte Strebepfeiler, Rundfenster (zugeputzt), leicht vorspringende Attika (Ziegelstein) mit fünf spitzbogigen Mauernischen mit gerader Verdachung, seitlich leicht erhöhte Eckpfeiler. | 08985741 |
| Weitere Bilder                          | Empfangsgebäude und Bahnsteigüberdachung eines Bahnhofes | Am Bahnhof 3 (Karte)                         | 1909 | Bahnhofsgebäude der Bahnstrecke Zwickau–Falkenstein (6650; sä. ZF), ortsgeschichtlich und verkehrsgeschichtlich von Bedeutung. - Empfangsgebäude: zweigeschossig mit eingeschossigem Mittelbau (mit verbrettertem Drempel), im Obergeschoss Rechteckfenster, sonst massiv, verputzt, langgestreckter Bau mit zwei Zwerchhäusern, Segmentbogenfenster und -eingänge, zum Teil originale Türen, flaches Satteldach (Pfettendach mit profilierten Sparrenköpfen, Pappe), Schleppgaupen (verschiefert), zum Bahndamm eingeschossiger hölzerner Anbau (verglaste Veranda, ehemals Wartehalle), am Giebel Inschrift „Rodewisch“ - Bahnsteigüberdachung: zweistielige Holzkonstruktion, Holzpfeiler auf quadratischem Eisensockel, flaches Satteldach, profilierte Sparrenköpfe | 08985735 |
|                                         | Evangelisch-Methodistische Friedenskirche | Am Berge 1 (Karte)                           | 1908 | Schlichter Putzbau mit Dachreiter, ortshistorische Bedeutung. Saalkirche mit Granitsockel (Bossenquader), traufseitig abgeschleppter wohnhausähnlicher bescheidener Bau, massiv, verputzt, Krüppelwalmdach (Schiefer), giebelseitig eingeschossiges niedriges Eingangshäuschen mit Mansarddach (Schiefer), seitenschiffähnlicher Anbau an der Längsseite mit Mansarddach, dort hoher rundbogig überfangener Eingang mit Rundbogenfenster im Obergeschoss, Dach mit Schleppgaupe, oktogonaler Dachreiter mit Laterne, Haube und Kreuz, insgesamt dreigeteilte Rechteckfenster, zum Teil mit abgerundeten Ecken, innen flaches Tonnengewölbe, Orgelempore und Orgel, Bleiglasfenster, Fenster durch Putzfelder zu Fensterachsen zusammengefasst, dadurch vertikale Gliederung. | 08985742 |
| Direkt Bild zu diesem Denkmal hochladen | Wohnhaus in halboffener Bebauung | Am Graben 9 (Karte)                          | 1901 | Klinkerfassade mit Eckbetonung, aufwändig gegliederter Wohnbau der Jahrhundertwende um 1900, baugeschichtlich von Bedeutung. Haushälfte eines Doppel-Wohnhauses (mit Nummer 7). Zweigeschossig, Granitsockel (Polygonalmauer), Granit-Kellergesims, im Erdgeschoss Segmentbogenfenster mit Schlussstein (floral gestaltet), Sturzbögen Klinker (zweifarbig), rundbogiger Eingang mit großem rustiziertem Schlussstein, originale hölzerne Eingangstür mit Oberlicht und Eisenziergitter, insgesamt roter Klinkerbau mit Putzgliederung, Gurtgesims, im Obergeschoss Rechteckfenster mit profiliertem Gewände und gerader Verdachung, dreigeschossiger Eckrisalit, im Obergeschoss Konsolen an den Sohlbänken, Mansarddach (Schiefer) und dreigeschossiger Eckrisalit mit gebogenem Zeltdach, Satteldach-Gaupen. | 08985777 |
| Direkt Bild zu diesem Denkmal hochladen | Mietshaus in geschlossener Bebauung | Auerbacher Straße 7 (Karte)                  | 1899 | Mit Läden, historisierende Klinkerfassade, im Ensemble mit Auerbacher Straße 9 straßenbildprägendes Zeugnis der Verstädterung, ortsentwicklungsgeschichtlich von Bedeutung. Dreigeschossig, im Erdgeschoss große Tordurchfahrt (originales Holztor mit Oberlicht), Ladeneinbauten (profilierter Sturz mit Schlussstein), Putzfaschen und Schlussstein, profiliertes Gesims, im ersten Obergeschoss Rechteckfenster mit Klinker-Überfangbögen, figürliche Schlusssteine (Engelsköpfe), Sohlbänke Kunststein mit Konsolen, im zweiten Obergeschoss geohrte Rechteckfenster, Satteldach, Ziegelstein-Traufe. | 08985763 |
| Direkt Bild zu diesem Denkmal hochladen | Mietshaus in halboffener Bebauung | Auerbacher Straße 9 (Karte)                  | 1900 | Mit Laden, repräsentativ gegliederter straßenbildprägender Klinkerbau, bildet Ensemble mit Auerbacher Straße 7, ortsentwicklungsgeschichtlich von Bedeutung. Dreigeschossig, gelber Klinker mit roter Klinkergliederung, Sockel Polygonalmauerwerk, im Erdgeschoss große Tordurchfahrt mit Klinkersturzbogen und Schlussstein, originale Holztür mit Oberlicht und Ziergitter, Segmentbogeneingang mit Treppenaufgang, weitere Segmentbogenöffnungen (Ladeneinbauten), zwei Sturzbögen von gekuppeltem Blendbogen überfangen (über Schlussstein), im Obergeschoss Rechteckfenster mit Überfangbögen (Klinker) und Schlussstein, Kunststein-Fenstergewände, Sohlbänke (profiliert), im zweiten Obergeschoss auf Konsolen, Brüstungsfelder und Gesimsbänder roter Klinker, Sockel Polygonalmauerwerk, abgetreppte Ziegelsteintraufe, Satteldach, Fenster erneuert. | 08985762 |
| Direkt Bild zu diesem Denkmal hochladen | Wohnhaus in offener Bebauung | Auerbacher Straße 11 (Karte)                 | 1899 | Klinkerfassade, markantes Zeugnis der Verstädterung der Gemeinde, ortsentwicklungsgeschichtlich von Bedeutung. Zweigeschossig mit Putzgliederung, Granitsockel (Polygonalmauerwerk), Rechteckfenster mit Klinker-Überfangbögen und Schlussstein, straßenseitig dreigeschossiger Mittelrisalit auf trapezförmigem Grundriss mit kastenförmigem Zwerchhaus und Krüppelwalmdach, insgesamt Krüppelwalmdach (Pfettendach, Schieferdeckung), Zeltdach-Gaupen mit Knauf, originale hölzerne Eingangstür, im Giebelfeld der Fenster zum Teil Putzstuck-Relief. | 08985760 |
| Direkt Bild zu diesem Denkmal hochladen | Mietshaus in geschlossener Bebauung | Auerbacher Straße 12 (Karte)                 | 1905 | Mit Ladengeschäft, Klinkerfassade, Zeugnis der Entwicklung des Buchgewerbes in Rodewisch, von ortsgeschichtlicher Bedeutung. Dreigeschossig mit viergeschossigem Seitenrisalit (zwei Fensterachsen breit), massiv, Erdgeschoss verputzt, Obergeschoss Klinker mit Putzgliederung, Pultdach (Pappe), im Erdgeschoss hölzerner Ladeneinbau mit mittigem Ladeneingang, darüber Inschrift: „Buchdruckerei, Papier-Hofmann, Buchbinderei“, seitliche Tordurchfahrt, im ersten Obergeschoss Rechteckfenster mit profiliertem Gewände und Sonnenrelief (Putz) im Giebelfeld, zweites Obergeschoss Rechteckfenster, Traufgesims (aufgeputzte Quaderung), Eckquaderung (Putz), im Seitenrisalit Zwillingsfenster, erstes Obergeschoss Rundbogenfenster, im zweiten Obergeschoss über dem Fenster Sonnenrelief mit Inschrift „WAR“ vom maskenartigen Gesicht der Sonne nach oben bis zum dritten Obergeschoss geführtes Flechtband oder Schwert, seitlich zwei Kopfreliefs (Männer mit Pfeife und Inschrift „JETZT“). | 08985764 |
| Direkt Bild zu diesem Denkmal hochladen | Wohn- und Geschäftshaus (ehemalige Sparkasse) in halboffener Bebauung und Ecklage | Auerbacher Straße 18 (Karte)                 | 1919, später überformt | Repräsentativer Bau in markanter Lage, Eckbetonung durch Kuppel, Reformstil-Architektur, ortsgeschichtlich und baugeschichtlich von Bedeutung. Dreigeschossiger Putzbau, hoher Granitsockel (Bossenquader), Erdgeschoss genutet, Lisenengliederung (zum Teil genutete Ecklisenen), im Erdgeschoss Rundbogenfenster, Obergeschoss Rechteckfenster, im Seitenerker Zwillings- und Drillingsfenster, abgefaste Ecke mit trapezförmigem dreigeschossigem Eckerker, gerahmt von zwei Zwerchgiebeln, zusammengefasst durch Kuppel mit Laterne und Haube mit Wetterfahne, straßenseitig flacher Kastenerker mit Zwerchhaus (Mansarddach), seitlich zwei Eingänge mit Granitgewände und Dreiecksverdachung, Ecklisenen, vertikal durchbrochenes Oberlicht (Granitgewände), insgesamt Mansarddach (Schiefer). | 08985761 |
| Direkt Bild zu diesem Denkmal hochladen | Wohn- und Geschäftshaus in offener Bebauung und in Ecklage | Auerbacher Straße 44 (Karte)                 | Um 1915, im Kern älter | Klar strukturierter und gut gestalteter repräsentativer Bau von straßenbildprägender Wirkung, durch Kastenerker betonte Fassade, Anlehnung an Reformstil-Architektur, baugeschichtlich von Bedeutung. Viergeschossig, massiv, verputzt, opulenter Bau auf winkelförmigem Grundriss mit kräftigem dreigeschossigem Eckerker, Walmdach, Biberschwanzdeckung, Kellersockel Granitquader (Bossenmauerwerk), im Erdgeschoss Segmentbogenfenster mit volutenähnlich eingerollten Sturzbögen, Fenstergewände als Ecklisenen mit Putzstuck, Eingänge gerahmt von kannelierten Halbsäulen, rundbogige Eingangsverdachung mit Putzmedaillon (Putti und Masken), über dem Giebelfeld Adler-Relief und kreisrundes Oberlicht, Türen unpassend erneuert, erstes bis drittes Obergeschoss Rechteckfenster, starke horizontale Gliederung durch Sockel-, Sohlbank- und Gurtgesims, im ersten Obergeschoss Fensterbänder, zum Teil massive Pfosten und Kämpfer mit Putzstuckaufsatz (geometrische Formen), am Eckerker rundbogige Blendnischen, im zweiten Obergeschoss Rechteckfenster mit Fensterfaschen im Wechsel mit Halbsäulen, weiter Dachüberstand, zwei zweigeschossige Kastenerker auf kräftigen Konsolen. | 08985759 |
| Direkt Bild zu diesem Denkmal hochladen | Villa | Auerbacher Straße 61 (Karte)                 | 1909 | Vielseitig gestalteter Villenbau, straßenbildprägender Putzbau mit Balkons, Reformstil-Architektur, baugeschichtlich von Bedeutung. In Ecklage zur Lamnitzer Straße, zweigeschossig, massiv, verputzt, Granitsockel (Bossenquader), Kellerfenster mit Ziergitter, giebelständig zur Straße hohes Mansarddach, bewegte Dachlandschaft, Biberschwanzdeckung, Schleppgaupen, hoher Treppenaufgang mit Granitgeländer (durchbrochen), originale Tür und Fenster, Bleiglasfenster, giebelseitig trapezförmiger Standerker, Eckloggia mit Ecksäule und Verglasung, Putzgliederung, seitlich Treppenhausturm mit hochdurchbrochenem hohem Rundfenster. | 08985754 |
| Direkt Bild zu diesem Denkmal hochladen | Wohnhaus in offener Bebauung | Bachstraße 47 (Karte)                        | Bezeichnet mit 1838, später überformt | Mit schönem Korbbogenportal und verschiefertem Fachwerk-Obergeschoss, als ehemaliges Gasthaus und spätere Bäckerei von ortshistorischer und von baugeschichtlicher Bedeutung. Ursprüngliche Nutzung zu zwei Drittel als Wohnraum, zu einem Drittel als Gewerberaum, zum Teil unterkellert, weiterer Kellergang am Nordhang, zweigeschossig, Erdgeschoss massiv, verputzt, Obergeschoss Fachwerk, verschiefert, mittig Zwerchhaus, ursprünglich geschweifter Giebel, jetzt Dreiecksgiebel, traufseitig sechs Fensterachsen, Krüppelwalmdach (Kunstschiefer), Giebel verschiefert, zum Hof hin abgefaste Ecke, mittig geohrtes Segmentbogen-Granitportal mit Schlussstein bezeichnet mit 1838, im Bogen Inschrift „Soli deo gloria, IGS“, ein Segmentbogen-Fenstergewände, sonst Rechteckfenster, zwei Satteldachgaupen, Obergeschoss reiche ornamentale Verschieferung, im Obergeschoss Schablonenschieferdeckung, Dach altdeutsche Schieferdeckung. | 08985743 |
| Direkt Bild zu diesem Denkmal hochladen | Wohnhaus in offener Bebauung | Bachstraße 81 (Karte)                        | 1794, spätere Veränderungen | Giebelständiger Fachwerkbau, Obergeschoss verschiefertes Fachwerk, baugeschichtliche Bedeutung. Zweigeschossig, Erdgeschoss massiv, verputzt, giebelständig zur Straße, schöner Zierschiefer-Giebel (Rautenmotive, Fensterrahmung Schiefer) zwischen den beiden Fenstern im Obergeschoss rundbogige Inschrifttafel (Schieferplatte, schwach lesbar), bezeichnet mit „Schuhwarenlager von C. Peuermann“ (Firmenschild), darüber Zwillingsfenster, traufseitig Eingang (Ziegelstein-Rahmung, erneuert), Satteldach, Schieferdeckung. Nach hinten eingeschossiger Anbau (kein Denkmal) an der Giebelseite. | 08985768 |
| Weitere Bilder                          | Landesanstalt Untergöltzsch (Sachgesamtheit), heute Sächsisches Krankenhaus für Psychiatrie und Neurologie Rodewisch | Bahnhofstraße 1, 2, 4, 6, 16, 18, 20 (Karte) | 1889–1894, später erweitert | Sachgesamtheit Landesanstalt Untergöltzsch, bestehend aus den Einzeldenkmalen: Wohn- und Stationshäuser (B 2, B 3, B 5, B 6, B 8, B 9, B 10, B 11, B 14, A 7, A 8, A 9, A 10, A 15), ehemalige Wohn- und Stationshäuser (A 17 Bahnhofstraße 6, A 18 Bahnhofstraße 4, A 20/A 23 Bahnhofstraße 2, jetzt Heim „Im Göltzschtal“), Labor- und Bibliotheksgebäude (B 12, war ehemals Stationshaus), Schlosserei (A 27, jetzt Laden und Friseur), Psychotherapieabteilung (A 14), Verwaltungsgebäude (A 5), ehemaliges Direktorenwohnhaus (A 3 Bahnhofstraße 18, jetzt Kindergarten), Friedhofskapelle (hinter A 29), Brunnen und Kriegerdenkmal für die Verstorbenen des Ersten Weltkrieges (auf dem westlich gelegenen Friedhof, hinter A 29), der ursprünglichen Pathologie (A 29, jetzt Arbeitstherapie), Anstaltskirche (A 6), Festsaal (A 24) und Pförtnerhaus (A 4 Bahnhofstraße 16) – siehe Einzeldenkmale 08985784) – sowie Grünflächen des Anstaltsgeländes (unter anderem mit Allee), weiterhin mit den Sachgesamtheitsteilen: weitere Stationshäuser (darunter B 4, B 7, A 11, A 16, A 28 sowie Transformatorenstation B 15 und Technische Station mit Heizhaus B 17/B 18) und Nebengebäude (unter anderem Kegelbahn A 22 und Gärtnerei A 2) sowie einige Neubauten (darunter B 21 Bahnhofstraße 1, Hauptgebäude mit Cafeteria und A 3a Bahnhofstraße 20, Kindergarten); im Pavillonsystem errichtete Krankenhausanlage einheitlich gestalteter, architektonisch anspruchsvoller gelber Typen-Klinkerbauten mit roter Klinkergliederung und mit Schwebegiebeln, Gebäude über H- und U-förmigem oder rechtwinkligem Grundriss, erbaut als „Königlich-Sächsische Landes-Heil- und Pflegeanstalt für Geisteskranke zu Untergöltzsch“, sehr bedeutendes Zeugnis der Kranken- und Sozialfürsorge der Jahrhundertwende um 1900, von überregionaler Bedeutung. | 09301217 |
| Weitere Bilder                          | Einzeldenkmale zu ID-Nr. 09301217: Wohn- und Stationshäuser (B 2, B 3, B 5, B 6, B 8, B 9, B 10, B 11, B 14, A 7, A 8, A 9, A 10, A 15), ehemalige Wohn- und Stationshäuser (A 17 Bahnhofstraße 6, A 18 Bahnhofstraße 4, A 20/A 23 Bahnhofstraße 2, jetzt Heim „Im Göltzschtal“), Labor- und Bibliotheksgebäude (B 12, war ehemals Stationshaus), Schlosserei (A 27, jetzt Laden und Friseur), Psychotherapieabteilung (A 14), Verwaltungsgebäude (A 5), ehemaliges Direktorenwohnhaus (A 3 Bahnhofstraße 18, jetzt Kindergarten), Friedhofskapelle (hinter A 29), Brunnen und Kriegerdenkmal für die Verstorbenen des Ersten Weltkrieges (auf dem westlich gelegenen Friedhof, hinter A 29), der ursprünglichen Pathologie (A 29, jetzt Arbeitstherapie), Anstaltskirche (A 6), Festsaal (A 24) und Pförtnerhaus (A 4 Bahnhofstraße 16) | Bahnhofstraße 2, 4, 6, 16, 18 (Karte)        | 1889–1894, später erweitert (Heilanstalt und Anstaltskirche); um 1900 (Wohnhaus des Direktors); um 1920 (Kriegerdenkmal); um 1930 (Friedhofskapelle) | Einzeldenkmale der Sachgesamtheit Landesanstalt Untergöltzsch; architektonisch anspruchsvoll gestaltete Typenbauten, baugeschichtlich, ortsgeschichtlich und regionalgeschichtlich von Bedeutung. Gesamtanlage hervorgegangen aus dem ehemaligen Rittergut Untergölzsch (1888 vom sächsischen Staat gekauft) und Landesheil- und Pflegeanstalt für Geisteskranke errichtet, Pflegeeinrichtung diente während beider Weltkriege auch als Lazarett (daher Denkmal für die verstorbenen Soldaten auf dem Anstaltsfriedhof). Auf unregelmäßigem, längsrechteckigem Grundriss, in der Mitte der Längsseite durch die Bahnhofstraße geteilt in zwei große Gebäudeeinheiten (ehemaliger „Frauen-“ und ehemaliger „Männerbereich“, heute gekennzeichnet durch Buchstaben A bzw. B). | 08985784 |
| Weitere Bilder                          | Gedenkstätte mit Appellplatz und Einfriedung, geplant als Kriegerdenkmal für die Gefallenen des Ersten Weltkrieges (Ehrenmal Rodewisch) | Karl-Liebknecht-Straße 12 (hinter) (Karte)   | 1938–1939 | Kulturhistorisches und ortsgeschichtliches Zeugnis. Auf trapezförmigem Grundriss angelegte Kultstätte oder Appellplatz, auf einer Anhöhe errichtet. | 08985748 |
| Direkt Bild zu diesem Denkmal hochladen | Mietvilla | Kohlenstraße 2 (Karte)                       | 1905 | Historisierender Putzbau mit Fachwerkgiebeln, im Innern zum Teil im Jugendstil, straßenbildprägendes Gebäude, baugeschichtlich von Bedeutung. In Ecklage zur Auerbacher Straße, zweigeschossig, massiv, verputzt, Granitsockel Polygonalmauerwerk, traufseitig Mittelrisalit mit Zwerchgiebel, im Giebel- und Drempelgeschoss Zierfachwerk mit Andreaskreuzen, geschweiften Streben, Giebeldreieck verbrettert, Mittelrisalit mit trapezförmigem zweigeschossigem Standerker, im Erdgeschoss und Obergeschoss Segmentbogen- und Rechteckfenster, zum Teil originale Fenster mit Oberlichtsprossen, bossierte Eckquaderung, Fenster mit Schlussstein, Krüppelwalmdach (Pfettendach, Schieferdeckung) mit profilierten Knaggen, rückseitig Treppenhausturm mit Bleiglasfenstern, originaler Eingang, Holztür mit Oberlicht und Eisenziergitter, originales Treppenhaus, Jugendstil-Wohnungstüren, bildet Ensemble mit Villen der angrenzenden Auerbacher Straße. | 08985757 |
| Weitere Bilder                          | Schornsteinstumpf eines ehemaligen Messingwerkes | Lengenfelder Straße 31 (gegenüber) (Karte)   | Um 1860 | Seltenes Zeugnis der industriellen Entwicklung in Rodewisch, Erinnerungswert, technikgeschichtlich von Bedeutung. Quadratischer Schornsteinsockel aus Ziegelstein, im unteren Teil vermauerte Stützbögen, Zahnschnittgesims aus Ziegelstein als oberer Abschluss des Schornsteinstumpfes, an der Stirnseite angebrachte Gedenktafel: „Der Essenstumpf ist der letzte Rest der Messingbrennhütte, 1603–1924 stand hier das Messingwerk Niederauerbach“, Tafel signiert von K. Schott 1962. (mittlerweile ist nach einer Sanierung eine neue Gedenktafel mit anderem Text angebracht) | 08985734 |
| Direkt Bild zu diesem Denkmal hochladen | Wohnhaus in halboffener Bebauung | Lengenfelder Straße 32 (Karte)               | 1900 | Straßenbildprägender Klinkerbau, bildet repräsentatives Ensemble mit Häusern Lengenfelder Straße 34, 36, 38, baugeschichtlich von Bedeutung. Zweigeschossiger Klinkerbau, Granitsockel (Zyklopenmauerwerk), im Erdgeschoss Rechteckfenster mit Sturzbögen, im Bogenfeld Wappenrelief, Schlussstein, im Obergeschoss Rechteckfenster mit genuteten Ecklisenen und gerader Fensterverdachung, mittig Drillingsfenster (zum Teil vermauert) mit gerader Verdachung und Dreiecksgiebel, darüber Zwerchhaus mit genuteten Ecklisenen und gesprengtem Rundgiebel, Satteldach (Schiefer), Gaupen, zur Hofeinfahrt abgefaste Hausecke (abgetreppte Klinkermauer), profiliertes Gurtgesims, im Giebel Rundfenster. | 08985739 |
| Direkt Bild zu diesem Denkmal hochladen | Wohnhaus in geschlossener Bebauung | Lengenfelder Straße 34 (Karte)               | 1901 | Straßenbildprägender Klinkerbau, bildet repräsentatives Ensemble mit Häusern Lengenfelder Straße 32, 36, 38, baugeschichtlich von Bedeutung. Zweigeschossiger Klinkerbau auf Granitsockel (Zyklopenmauerwerk), im Erdgeschoss Rechteckfenster mit Sturzbögen und Schlussstein, im Bogenfeld Putzstuck (Wappenrelief), hochrechteckige Eingangstür mit Sturzbogen und Schlussstein, im Obergeschoss Rechteckfenster mit gerader profilierter Verdachung, mittig Zwerchgiebel mit genuteten Ecklisenen, gesprengter Rundgiebel, Rundfenster, Satteldach (Pappe), Dachflächenfenster und Fenster erneuert. | 08985738 |
| Direkt Bild zu diesem Denkmal hochladen | Wohnhaus in geschlossener Bebauung | Lengenfelder Straße 36 (Karte)               | 1906 | Straßenbildprägender Klinkerbau, bildet repräsentatives Ensemble mit Häusern Lengenfelder Straße 32, 34, 38, baugeschichtlich von Bedeutung. Zweigeschossiger Klinkerbau auf Granitsockel (Zyklopenmauer), Erdgeschoss Segmentbogenfenster, Obergeschoss Rechteckfenster, Fensterfaschen, Gesimsbänder, breites Traufgesims, mittig Zwerchgiebel mit genuteten Ecklisenen und Kugelaufsatz, Volutengiebel mit Karniesbogen-Bekrönung, Satteldach (Pappe), Satteldach-Gaupen, Fenster erneuert. | 08985737 |
| Direkt Bild zu diesem Denkmal hochladen | Wohnhaus in halboffener Bebauung | Lengenfelder Straße 38 (Karte)               | 1906 | Straßenbildprägender Klinkerbau, Eckbetonung, bildet repräsentatives Ensemble mit Häusern Lengenfelder Straße 32, 34, 36, baugeschichtlich von Bedeutung. Zweigeschossiger roter Klinkerbau mit Putzgliederung (Gesimsbänder, Fensterfaschen, Ecklisenen am Turm), Granitsockel (Zyklopenmauerwerk), im Erdgeschoss gerade Fensterverdachungen mit Sturzbögen und Schlussstein, im Obergeschoss Segmentbogenfenster, dreigeschossiger Eckturm mit gebogenem Muldendach und Ziergitter-Aufsatz, im zweiten Obergeschoss Rundbogenfenster mit Schlussstein, insgesamt Walmdach (Schieferdeckung), Satteldach-Gaupen. | 08985736 |
| Direkt Bild zu diesem Denkmal hochladen | Milcheisbar im ehemaligen Hotel Rudolph | Postplatz 1 (ehemals) (Karte)                | Um 1955 | Holzverkleideter Raum mit Intarsien von künstlerischer und kunsthistorischer Bedeutung. Nach Abbruch des Gebäudes 2012 Teile der Bar eingelagert, ehemals ein Raum im Erdgeschoss des Hotels, Wandintarsienbild mit Motiven aus dem Morgenland sowie Darstellung eines Dampfers, Blumen, Berge, Wolken und Palmen in Bezug auf Kaffeeimport und Kaffeetrinken, dazu Deckenvertäfelungen, in verschiedene Felder aufgeteilt sowie Säule ebenfalls mit verschiedenen Intarsien belegt und halbrunder Überbau des ehemaligen Tresens, weitere Säule im Bereich der ehemaligen Garderobe sowie zwei Türen. | 08967697 |
| Direkt Bild zu diesem Denkmal hochladen | Wohnhaus in Ecklage und halboffener Bebauung | Postplatz 2 (Karte)                          | 1891 | Historisierende Klinkerfassade, Eckbetonung durch Turmerker, Zeugnis der städtischen Bebauung im Stadtkern von Rodewisch, baugeschichtlich von Bedeutung. In Ecklage Wernesgrüner Straße, zweigeschossiger gelber Klinkerbau, Granitsockel (Zyklopenmauerwerk), abgefaste Ecke mit Ladeneingang, seitlich Schaufenster (erneuert), im Erdgeschoss Rechteckfenster mit gerader Verdachung und Sturzbögen mit Schlussstein, im Obergeschoss Rechteckfenster mit Sturzbögen und Schlussstein, im Obergeschoss an abgefaster Ecke erkerähnlicher Turm (Kastenerker auf Konsolen) mit Laterne und Zwiebelhaube, Walmdach (Schieferdeckung), straßenseitig Zwerchgiebel, rundbogenförmig mit halbkreisförmigem Giebel und Kugelaufsatz, volutenförmiges Giebelgesims. | 08985781 |
|                                         | Buswartehäuschen in offener Bebauung (KVG-Wartehalle) | Postplatz 6 (Karte)                          | 1939 | Im Heimatstil, Denkmal der Verkehrsgeschichte. Eingeschossig, massiv, verputzt, traufseitig vierjochige Arkaden auf quadratischen gemauerten Stützpfeilern (steinsichtig), hohes Walmdach (Schiefer). | 08985782 |
|                                         | Brunnen | Rebesbrunn 11 (Karte)                        | Um 1920 | Von heimatgeschichtlicher Bedeutung | 09305627 |
| Direkt Bild zu diesem Denkmal hochladen | Wohnhaus in offener Bebauung | Rützengrüner Straße 1 (Karte)                | Um 1850 | Obergeschoss Fachwerk verschiefert, in unmittelbarer Nähe zur Kirche von Rodewisch gelegener Fachwerkbau, von ortsgeschichtlicher Bedeutung. Zweigeschossig, Erdgeschoss massiv, verputzt, Krüppelwalmdach, Dachaufbauten, Dachpappe, originale Fenstergrößen und Kubatur. | 08985783 |
| Weitere Bilder                          | St. Petri-Kirche (mit Ausstattung), Kirchhofs-Einfriedung und Grabmale der Familien Frister, Keilig und Seifert auf dem Kirchhof | Rützengrüner Straße 3 (Karte)                | 1729–1736, im Kern älter (Kirche); 1756 (Kirchturm); 1887 prägender Umbau der Kirche; 1913 (Grabmal)                                                 | Barocke Saalkirche mit Ostturm, im historistischen Stil überformt, hohe kunstgeschichtliche und ortshistorische Bedeutung. - Kirche: massiv, verputzter Bruchsteinbau mit geradem Ostabschluss, Strebepfeiler, eingestellter Ostturm auf quadratischem Grundriss, oktogonales Glockengeschoss mit Rundbogenfenster, Uhr, welscher Haube, Laterne, Kupferhaube, Kugel, Wetterfahne, im Turmgeschoss Reste von Gratgewölben, Walmdach (Schieferdeckung), stehende Gaupen, Rundbogenfenster (gekuppelte Fensterbahnen mit rundem Oberlicht), vor der Westfassade niedriger Eingangsvorbau mit Satteldach, rundbogiges Eingangsportal gerahmt von ionischen Eckpilastern, gerade Verdachung und halbkreisförmiges Bogenfeld, Kreuzaufsatz, stark profilierte Holztraufe, südseitiger Eingang mit rechteckigem Granitgewände und Schlussstein, Restaurierungen 1826/27, 1885/86 nach Plänen von Christian Friedrich Arnold aus Dresden sowie 1912 und 1961, innen Saal mit flacher Decke und eingeschossigen Emporen mit Balusterbrüstung, großer barocker Kanzelaltar mit lebensgroßen Schnitzfiguren des Mose und Johannes dem Evangelisten (1736, 1886 verändert), Reste eines Flügelaltars von Peter Breuer (1516/17) mit Mondsichelmadonna. Petrus und Georg-Darstellung mit Drachen, überlebensgroßes Baumstamm-Kruzifix (vermutlich von Benjamin Böhme, bezeichnet mit 1669), an der Chornord- und -südseite ehemalige Patronatslogen, ehemalige Kanzel (Mitte 17. Jahrhundert) zum Lesepult umgestaltet, barocker Verkündigungsengel (1714), drei weitere spätgotische Schnitzfiguren von Peter Breuer, Jehmlich-Orgel von 1976, in der Vorhalle barockes Grabdenkmal aus Sandstein für Friedrich Sebastian von der Planitz (1654) mit Planitzer Wappen - Einfriedung: zum Teil Bruchsteinmauer, zum Teil aus Wandgrabmälern zusammengefügt, Schieferabdeckplatten - Grabmal auf dem Friedhof: Erbbegräbnis der Familien Seifert, Keilig und Frister, mittig erhöhter Portikus (aus sechs kannelierten Säulen und zwei Halbsäulen) mit Attika, in der Mitte erhöht und von Rundfenster durchbrochen, Vasenplastik, dahinter Inschriftwand bezeichnet mit „Karl Louis Frister gest. 1913“, seitlich zwei figürliche Reliefs (Kunststein), Attika mit Christuskopf, flankiert von zwei seitlichen Familiengräbern (links schwarze Graniteinfassung und Stirnmauer), Fam Keilig, Relief: Lorbeerkränze und zwei Trauernde, rechts Fam. Seifert (Kunststein-Stirnwand, kannelierte Halbsäulen, Relief) | 08985770 |
| Weitere Bilder                          | Schulgebäude der Schillerschule | Schillerstraße 2 (Karte)                     | 1905 | Repräsentativer gut gegliederter Klinkerbau der Jahrhundertwende um 1900, von ortshistorischer Bedeutung. - Schule: winkelförmiger zwei- bis dreigeschossiger roter Klinkerbau mit breitem viergeschossigem Mittelrisalit (6 Fensterachsen), insgesamt extrem langgestreckter Bau (traufseitig 21 Fensterachsen), Granitsockel (Polygonalmauerwerk), östliche Schmalseite Segmentbogenfenster, zwei Blendfenster mit Rundbogen-Verdachung und kannelierter Pilasterrahmung, im Obergeschoss Dreiecksgiebel, traufseitig im Erdgeschoss Rechteckfenster, erstes und zweites Obergeschoss Segmentbogenfenster, im dritten Obergeschoss des Mittelrisalits Rundbogenfenster, hoher zweiläufiger Treppenaufgang mit Eingangsportal am Mittelrisalit, Sandsteingewände, Rundbogenportal mit Schlussstein und seitlichen Halbsäulen, Supraporte und Dreiecksgiebel mit Engelrelief, originale Eingangstür mit Oberlicht, originales Treppenhaus, an den Seitenwänden kannelierte Pilaster, über Eingang floraler Putzstuck, insgesamt Lisenengliederung und Ziegelsteingesims, Eckquaderung, traufseitig zweiachsige Seitenrisalite mit Zwerchgiebel, Rundbogenfenster und Putzlisenen, insgesamt Klinkergliederung in verschiedenen Rottönen, Sohlbänke Kunststein, Fenster erneuert, Satteldach, zum Teil abgewalmt, profilierte Traufe, rückseitig Treppenhausturm - An Rückseite Turnhallenanbau: eingeschossiger Klinkerbau mit Walmdach (Pappe), giebelseitig drei Fensterachsen, traufseitig sechs Fensterachsen, Granitsockel, Segmentbogenfenster mit Schlussstein, alte Fenster, Lisenengliederung, profilierte Traufe | 08985752 |
| Weitere Bilder                          | Rittergut Obergöltzsch (Sachgesamtheit) | Schloßstraße 2 (Karte)                       | Anfang 13. Jahrhundert (Grundmauern der Wasserburg); Anfang 16. Jahrhundert (Schlösschen); 19. Jahrhundert, im Kern wohl älter (Herrenhaus)          | Sachgesamtheit Rittergut Obergöltzsch, mit den Einzeldenkmalen: Grundmauern des Festen Hauses Göltzsch (ehemalige Wasserburg), weiterhin Schlösschen sowie Herrenhaus (über winkelförmigem Grundriss) eines Rittergutes und zwei Pechpfannen (siehe Einzeldenkmale 08985767), dazu mit folgendem Sachgesamtheitsteil: Schlossinsel mit umgebendem Wassergraben (Reste der frühmittelalterlichen Ringwallanlage mit Teich) sowie Nebengebäude auf der Insel; Renaissance-Schlösschen mit Treppengiebeln und Eckturm, Herrenhaus zum Teil in Fachwerk, eine der interessantesten alten Wasserburgen Sachsens, baugeschichtlich, ortsgeschichtlich und regionalgeschichtlich von Bedeutung | 09304993 |
| Weitere Bilder                          | Grundmauern des Festen Hauses Göltzsch (ehemalige Wasserburg), weiterhin Schlösschen sowie Herrenhaus (über winkelförmigem Grundriss) eines Rittergutes und zwei Pechpfannen (Einzeldenkmale zu ID-Nr. 09304993) | Schloßstraße 2 (Karte)                       | Anfang 13. Jahrhundert (Grundmauern der Wasserburg); 1495 Dendro (Schloss); 1631 Dendro (Torhaus)                                                    | Einzeldenkmale der Sachgesamtheit Rittergut Obergöltzsch; Renaissance-Schlösschen mit Treppengiebeln und Eckturm, Herrenhaus zum Teil in Fachwerk, eine der interessantesten alten Wasserburgen Sachsens, baugeschichtlich, ortsgeschichtlich und regionalgeschichtlich von Bedeutung. Am Zusammenfluss der Pöltzsch mit der Göltzsch, auf der Schlosshalbinsel. Insgesamt Porphyrtuff-Gewände, Satteldach (Schieferdeckung) mit zweireihigen Kegeldach-Schleppgaupen (mit Knauf). Das Renaissanceschlösschen diente einst als Wohnsitz der Edlen von Planitz, äußere Rekonstruktion 1937–1939, Innenausbau zur Kultureinrichtung ab 1950. Im Inneren Museum mit Sammlung (Grabungsfunde aus dem ehemaligen Burggraben, zum Beispiel Bruchstücke mittelalterliche Keramik). Um die gesamte Schlossinsel Wassergraben. | 08985767 |
| Weitere Bilder                          | Eingangsgebäude eines ehemaligen Schwimmbades (Stadtbad) | Schloßstraße 3 (Karte)                       | 1922 | Putzbau mit markanter Dachform, im Heimatstil gestalteter Bau von ortsgeschichtlicher Bedeutung. Eingeschossiger Kopfbau des ehemaligen Freibades, verputzt, giebelständig zur Straße ausgerichtet, Dachgeschoss vorkragend, gestützt aus vier quadratische Pfeiler (portikusähnlich), im Dach polygonaler dreiachsiger Fenstererker mit Holzfensterfaschen, im Erdgeschoss Schiebefenster (ehemals Kasse), Satteldach (Schiefer), mit Schleppgauben, über Dacherker vorkragender Dreiecksgiebel mit Inschrift: „Stadtbad Rodewisch“, Rechteckfenster, originaler Putz, rückseitig hölzerner Balkon, weiter Dachüberstand, Holztraufe, rückseitig Krüppelwalmdach. | 08985766 |
| Weitere Bilder                          | Schule (Pestalozzischule, Johann-Heinrich-Pestalozzi-Gymnasium) und Vorplatz mit Beleuchtung, Stützmauer und Einfriedung | Straße des Friedens 5 (Karte)                | 1928–1930 | Mehrflügeliger, zum Teil geschwungener Putzbau mit Turm (ehemalige Schulsternwarte), architekturgeschichtliches Zeugnis der Neuen Sachlichkeit und des traditionalistischen Bauens der 1920er Jahre. Architekt: Paul Beckert (Lichtenstein/Sa.). Hervorragendes Denkmal der Baugeschichte und Ortsgeschichte. Projekt Pestalozzigymnasium war Ergebnis eines sächsischen Architekturwettbewerbes. | 08985751 |
| Direkt Bild zu diesem Denkmal hochladen | Villa | Straße des Friedens 11 (Karte)               | 1914 | Straßenbildprägender repräsentativer Bau, Reformstil-Architektur, baugeschichtlich von Bedeutung. In Ecklage zur Oberen Schillerstraße, eingeschossig massiv, verputzt, Granitsockel, zum Teil angewalmtes Mansarddach (Schiefer), vertikal gegliederte Giebelseite zur Straße (Putzgliederung), Eckpilaster, durchbrochene Rundbogenfenster und Bleiglasfenster im Erdgeschoss, Rundbogenfenster im Dachgeschoss, an einer Hausecke Eingang mit Treppenaufgang und rundbogiger Seitenmauer, Pultdach, originale Eingangstür, an der Längsseite Zwerchgiebel mit Krüppelwalmdach (Schiefer), halbrunder Standerker mit Kuppeldach (Schiefer) und profilierte ionische Halbsäulen, Bleiglasfenster. | 08985753 |
| Direkt Bild zu diesem Denkmal hochladen | Wohnhaus in Ecklage und in halboffener Bebauung | Werkstraße 1 (Karte)                         | 1903–1904, bezeichnet mit 1904 | Mit Laden, historisierende Klinkerfassade mit Eckerker, repräsentativer Eckbau, Zeugnis für die städtische Erweiterung des Ortes, baugeschichtlich von Bedeutung. Zweigeschossiger Klinkerbau, Granitsockel (Quadermauerwerk), abgefaste Ecke mit Treppenaufgang, zu beiden Seiten Schaufenster mit Segmentbogen-Gewände (Kunststein), dreigeschossige Ecksituation mit jeweils doppelten Fensterachsen mit Stuck-Brüstungsfeldern, florale Jugendstilgestaltung (Bäume, Mohnrelief), nach oben in Zwerchgiebel mündend (konkav geschwungener Giebel mit Rundfenster), sonst Vorhangbogenfenster, an der Werkstraße Seitenrisalit mit Schulterbogen-Eingang, rundbogigem Oberlicht, darüber Inschrift: „Salve, 1904“ und Dreiecksgiebel, im Giebelfeld Maske und Eulenrelief, seitlich Kugelaufsatz, zum Teil originale Fenster, Walmdach (Pappe), Satteldachgaupen, an abgefaster Ecke im ersten Obergeschoss kastenartiger Eckerker mit konkavem Pultdach und Vorhangbogenfenster, Sohlbankgesims und Erker von konsolartiger Auskragung getragen. | 08985773 |
| Direkt Bild zu diesem Denkmal hochladen | Wohnhaus in halboffener Bebauung und in Ecklage | Werkstraße 2 (Karte)                         | Bezeichnet mit 1904 | Mit Laden, historisierende Klinkerfassade, zeittypischer Eckbau von städtischem Charakter, baugeschichtlich von Bedeutung. Zweigeschossig, Putzgliederung, Granitquadersockel, Kellerfenster mit Ziergitter, im Erdgeschoss Segmentbogenfenster mit Schlussstein, abgefaste Ecke mit Ladeneingang, Segmentbogen-Verdachung, über Schaufenster Putzstuck-Relief mit Inschrift: „Anno 1904“ (und Arabesken, Zahnradrelief), Obergeschoss Eselsrückenfenstergewände, Eckrisalit mit seitlichem Zwerchgiebel (zwei Dreiecksgiebel mit gekuppeltem Rundbogenfenster, von Rundbögen überfangen, Rundfenster), Satteldach-Gaupen, insgesamt Satteldach, Schieferdeckung, Fenster und Türen erneuert, profilierte Putztraufe mit Jugendstilrelief. | 08985779 |
| Direkt Bild zu diesem Denkmal hochladen | Wohnhaus in halboffener Bebauung | Werkstraße 3 (Karte)                         | Bezeichnet mit 1903 | Straßenbildprägendes, gut gestaltetes Klinkergebäude, von bauhistorischer Bedeutung. Zweigeschossig mit Putzgliederung, Kellersockel verputzt, Kellerfenster mit Vergitterung, im Erdgeschoss und Obergeschoss Vorhangbogenfenstergewände, profiliert, im Erdgeschoss originale Fenster, profilierte vorkragende Sohlbänke, Segmentbogen-Eingang mit originaler Eingangstür (Holztür mit Oberlicht und Ziergitter), Stabgewände, Seitenrisalit mit Dreiecksgiebel und Segmentbogenfenstern, mittig Zwerchgiebel (Vorhangbogengiebel, konkav geschwungen), Inschrift: „MM 1903“, Satteldach-Gaupen, insgesamt Satteldach. | 08985778 |
| Direkt Bild zu diesem Denkmal hochladen | Ehemaliges Hotel Rudolph in ehemals geschlossener Bebauung | Wernesgrüner Straße 2 (Karte)                | 1913 | Putzfassade mit Balkons, Reformstil-Architektur, gut gestaltetes repräsentatives Hotelgebäude, von baugeschichtlicher und ortshistorischer Bedeutung. Hoher viergeschossiger Bau, links rundbogiger Eingang, originale Haustür, Rest vom Erdgeschoss holzverbrettert (zurzeit nicht sichtbar), Gurtsgesims, zwei seitliche Kastenerker (zweigeschossig) mit Segmentbogen-Giebel, Eckpilaster, verkröpftes Gesims, Putzstuck (Putti, ornamentierte Lisenen), dazwischen breitgelagerter Balkon (zweigeschossig), oberer Balkon mit Eisengeländer, mittig großer Zwerchgiebel mit quadrat. Putzfeldern, abgewalmtes Mansarddach, insgesamt hohes Mansarddach (Kunstschiefer) mit Fledermausgaupen, zum Teil originale Fenster mit Oberlichtsprossen und Bleiglasfenstern erhalten, reiche Putzgliederung. | 08985771 |
| Direkt Bild zu diesem Denkmal hochladen | Wohnhaus in halboffener Bebauung | Wernesgrüner Straße 4 (Karte)                | 1900 | Mit Laden, Klinkerfassade, reich gegliederter Historismusbau der Jahrhundertwende um 1900, baugeschichtlich von Bedeutung. Zweigeschossig, Granitsockel (Polygonalmauerwerk) - Erdgeschoss: seitlich Ladeneingang mit Sturzbogen, Ladeneinbau, sonst Rechteckfenster mit Sturzbögen und Schlusssteinen - Obergeschoss: Rechteckfenster mit gerader Verdachung und floralem Stuck, mittig gesprengter Dreiecksgiebel, darüber Zwerchgiebel (zweiachsig), mit seitlichen kannelierten Eckpfeilern, gesprengter Giebel aus Konvex- und Konkavbögen, Rundfenster und gekuppeltes Rechteckfenster mit gerader profilierter Verdachung, Satteldach, Pappe | 08985772 |
| Direkt Bild zu diesem Denkmal hochladen | Wohnhaus in geschlossener Bebauung | Wernesgrüner Straße 11 (Karte)               | 1904 | Mit Laden, straßenbildprägender und aufwändig gestalteter historisierender Klinkerbau, Zeugnis der städtischen Erweiterung von Rodewisch, baugeschichtlich von Bedeutung. Zweigeschossig, Kellersockel Granitquader, Ladentür, Eingangshaustür und Laden von breitem Segment-Sturzbogen überfangen, Treppenaufgang Granitstufen, originale Eingangstür (Holztür mit Oberlicht und Eisenziergitter), sonst im Erdgeschoss Segmentbogenfenster mit Schlussstein und Eierstab-Segmentbogen, im Obergeschoss Eselsrückenfenstergewände, Rundstabgewände mittig Zwerchhaus mit spitzem Dreiecksgiebel, gekuppeltes Rundbogenfenster im ersten Obergeschoss rundbogig überfangen und Putzstuck im Bogenfeld (Wappen-Kartusche), Satteldach (Schiefer), Satteldach-Gaupen. | 08985780 |
|                                         | Ratskeller (hintere Haushälfte am Rathaus) | Wernesgrüner Straße 32 (Karte)               | Um 1930 | In Hanglage, bemerkenswerter Putzbau der 1930er Jahre, baugeschichtlich von Bedeutung. Eingeschossig, massiv, hoher Granitquadersockel, an der Hausecke zweiläufiger Treppenaufgang, getrennt von quadratischem Eckpfeiler (gemauerte Granitquader), originale Eingangstür, im Erdgeschoss große Segmentbogenfenster (hofseitig) und kleine Rechteckfenster (giebelseitig sowie quadratische Fenster im Obergeschoss), Mansarddach (verschiefert, Naturschiefer), über Eingang Leuchtschrift: „Ratskeller“ (Mitte 20. Jahrhundert), tiefliegender Eingang mit originaler Deckenlampe, quaderähnliche Konsolen an der Traufe, originale Fenster, Gebäude ging aus dem Hotel Bergkeller hervor, seit 1923 Rathaus. | 08985749 |
| Direkt Bild zu diesem Denkmal hochladen | Wohnhaus in offener Bebauung | Wernesgrüner Straße 45 (Karte)               | 1925 | Zeittypisch gegliederter Putzbau (Edelputz), als Vertreter des Art-déco Zeugnis der Baugeschichte nach dem Ersten Weltkrieg, wohl im Zusammenhang mit den benachbarten Fabriken errichtet, baugeschichtlich von Bedeutung. Zweigeschossig, Granitsockel, Putzgliederung, gezackte Fackeln (Art déco), konkav abgeknicktes Walmdach (Pappe), giebelseitig hoher polygonaler Treppenhausturm mit zwei Eingängen, hinterer Eingang als Altan mit Bogenöffnungen und Treppenaufgang, vordere Eingangstür mit Bleiverglasung, traufseitig im Erdgeschoss Lisenengliederung, dadurch drei Fenster zusammengefasst, Rechteckfenster mit profilierten Faschen, seitlich Rechteckfenster mit gequaderten Brüstungsfeldern, Obergeschoss Rechteckfenster mit rundbogigen Faschen, zum Teil Fensterläden, Dachausbauten, innen originales Treppenhaus und Wohnungstüren, stark profilierte Putztraufe, weiter Dachüberstand. | 08985745 |
| Direkt Bild zu diesem Denkmal hochladen | Ehemaliges Verwaltergebäude einer Villa und Einfriedung | Wernesgrüner Straße 70 (Karte)               | 1894 | Gehörte zur Villa (Nummer 72) der Filztuchfabrikantenfamilie Wolff, im Ensemble mit zugehöriger Fabrikantenvilla von ortsgeschichtlicher Bedeutung. Eingeschossiger Klinkerbau mit Drempelgeschoss, Satteldach, traufseitig Zwerchhaus und Mittelrisalit, Schwebegiebel, Granitsockel (Zyklopenmauer), sieben Fensterachsen traufseitig, mittig Eingang mit Treppenaufgang, Sandsteingewände, originale Eingangstür mit Ziergitter, Überfangbögen, giebelseitig zweiter Eingang mit Sandsteingewände und originaler Tür, Einfriedung: Granitsockel und Ziegelsteinmauer, quadratische Pfosten mit flachen Sandstein-Abdeckplatten. | 08985746 |
| Direkt Bild zu diesem Denkmal hochladen | Villa sowie Garten mit Einfriedung | Wernesgrüner Straße 72 (Karte)               | 1894 | Repräsentativer Klinkerbau im Neorenaissance-Stil mit wertvoller Originalsubstanz, Villa der Filztuchfabrikantenfamilie Wolff, baugeschichtliche und ortshistorische Bedeutung. Ein- und zweigeschossig mit bewegter Dachlandschaft, hoher Sockel aus Zyklopenmauerwerk (Granit), bossierte Eckquaderung, an einer Hausecke verglaste Loggia mit eingestellten Rundsäulen (originale Fenster mit Oberlicht-Sprossen und Bleiglasfenster, ovaler Fensterteilung, flache Arkadenbögen mit Schlussstein), an drei Seiten des Gebäudes jeweils kräftiger zweigeschossiger Mittelrisalit mit gesprengtem Kleeblattgiebel dem Zwerchhaus vorgeblendet, seitlich Eingangs- und Treppenhausvorbau mit Sandsteingewände und originalem Treppenhaus (mit hohen Rundbogenfenstern), Wohnungseingänge holzvertäfelt mit Dreiecksgiebeln im Stil der Neorenaissance, insgesamt Rechteckfenster, zum Teil von Klinker-Sturzbögen überfangen, zum Teil Schlusssteine, zum Teil Dreiecksgiebel-Verdachung, Giebelfelder mit Putzstuck ausgefüllt (Kartuschen), durchlaufendes Fuß-, Sohlbank- und Kranzgesims, Drempel mit feinprofilierten floralen Stuckfeldern, Terrassendach und Zwerchhäuser mit Satteldach (Pappe), Zelt-Dach-Gaupen (Holzkonstruktion), profilierte Traufe, weiter Dachüberstand, profilierte Knaggen, rückwärtiger Mittelrisalit zwei Fensterachsen breit (im ersten Obergeschoss Zwillingsfenster), Kleeblattgiebel mit mehrfach profiliertem Giebelgesims, volutenförmig abschließend, Fenster-Brüstungsfelder mit Arabesken gestaltet, vor Kellerfenstern Eisengitter, zum Teil originale Fenster, größtenteils erneuert, im Garten originaler Baumbestand, Reste der Einfriedung (Granit-Poller). | 08985747 |
| Weitere Bilder                          | Villa Wolff mit Garten | Wernesgrüner Straße 74 (Karte)               | 1905 | Repräsentativer Putzbau, Reformstil-Architektur, Villa der Fabrikantenfamilie des Firmengründers Franz Louis Wolff, bildete ehemals Zusammenhang mit benachbarter Filztuchfabrik F. L. Wolff & Söhne (diese 2009 abgebrochen), ortshistorisches und baugeschichtliches Denkmal. Zweigeschossig, massiv, hoher Sockel (Bossenmauer), eingeschossiges Eingangshäuschen mit Treppenaufgang, originale Holztür, Seitenrisalit mit Zwerchhaus (Rundbogenfenster, darüber Drillingsfenster und im Giebel erkerähnliches hölzernes Drillingsfenster mit profilierten Halbsäulen), Segmentbogen- und Rechteckfenster, im Obergeschoss großes Segmentbogenfenster mit Schlussstein und Oberlicht, Sohlbänke Sandstein, Fensterfaschen, Zierfachwerk, Walmdach (Pappe) und Satteldach, an der Hausecke polygonaler Standerker mit Bossenmauersockel und Nebeneingang, im Obergeschoss Fenster mit eingestellten Halbsäulen, kassettiertes Gesims und polygonales Zeltdach (Schiefer), zur Straßenseite Seitenrisalit mit Zierfachwerk im Obergeschoss, zum Teil originale Fenster, Reste des früheren Fabrikparkes einschließlich der ursprünglichen Bepflanzung oberhalb der Villa. | 08985729 |
| Direkt Bild zu diesem Denkmal hochladen | Wohnstallhaus (Umgebinde) | Zeidelweide 6 (Karte)                        | Mitte 19. Jahrhundert | Eingeschossiges ländliches Gebäude am Ortsrand, Zeugnis der vogtlandtypischen Wohn- und Wirtschaftsweise vergangener Zeiten, baugeschichtlich von Bedeutung. Massiv, verputzt, dreiseitiges Umgebinde (Ständer mit Kopfstreben), Pferdestall in einer Haushälfte, Satteldach (Pappe mit Holzleisten), drei stehende Segmentbogen-Gaupen mit originalen Fenstern und Oberlicht-Sprossen (strahlenförmig), Giebeldreieck Schiefer, hölzerne Sohlbänke, hölzernes Türgewände, rückwärtiger Anbau, im Inneren Einschubdecke mit profiliertem Unterzug, zwei Kellerlöcher, Räucherkammer, Gewölbe. | 08985732 |

## Röthenbach
| Bild                                    | Bezeichnung | Lage                                  | Datierung                                                            | Beschreibung | ID       |
| --------------------------------------- | --- | ------------------------------------- | -------------------------------------------------------------------- | --- | -------- |
| Weitere Bilder                          | Johanniskirche (mit Ausstattung) und Kirchhof mit Einfriedung                                                                                 | Forstweg 2 (Karte)                    | Vor 1500                                                             | Mittelalterliche Saalkirche mit hohem Dachreiter, kunstgeschichtliche und ortshistorische Bedeutung. - Kirche: einschiffige Saalkirche, massiv (Bruchstein), verputzt, halbkreisförmige Apsis, oktogonaler Dachreiter (verschiefert) mit Welscher Haube, Dach ursprünglich steiler, Laterne, Kugel, Wetterfahne und Uhr, hohe Rundbogenfenster, eingezogener Eingangsvorbau mit seitlichem Rundbogenportal, gefastes Gewände, originale Holztür, Rundfenster, profilierte Traufe, im Inneren flachgedeckt, eingeschossige Emporen aus dem 19. Jahrhundert (dreiseitig), dreiteiliger Flügelaltar von Peter Breuer (signiert und datiert 1516): Christi Geburt, Mondsichelmadonna, barocke Kanzel mit Darstellung der Evangelisten, Taufbecken von 1670, Orgel von Urban Kreutzbach & Söhne (1868), Restaurierungen der Kirche 1858, 1960 und 1994 (außen) - Einfriedung: Bruchsteinmauer (Granit) mit Schieferplatten abgedeckt | 08985724 |
| Direkt Bild zu diesem Denkmal hochladen | Seitengebäude eines Vierseithofes | Gartenstraße 24 (Karte)               | Bezeichnet mit 1859                                                  | Obergeschoss Fachwerk, Zeugnis der bäuerlichen Wirtschaftsweise vergangener Zeiten, baugeschichtlich von Bedeutung. Mit Tordurchfahrt, zweigeschossig, Erdgeschoss massiv, verputzt, originale Fenstergrößen, Satteldach (Pappe), im Stall preußische Kappen, Holzfensterläden, Fenstersohlbänke Granit, Giebel Fachwerk, traufseitig (Rückseite) Schiebefenster. | 08985723 |
| Direkt Bild zu diesem Denkmal hochladen | Wohnstallhaus, zwei Seitengebäude und Scheune eines Vierseithofes                                                                             | Plohner Straße 17 (Karte)             | 1880, im Kern älter (Wohnstallhaus); um 1900 (Seitengebäude)         | Wohnstallhaus Obergeschoss Fachwerk verschiefert, Seitengebäude zum Teil verbrettert, ländliche Zeugnis der Wohn- und Wirtschaftsweise vergangener Zeiten, geschlossene Hofanlage, von heimatgeschichtlicher und baugeschichtlicher Bedeutung. - Wohnstallhaus: zweigeschossig, Erdgeschoss massiv, Bruchstein (Granit), Rechteckfenster, Fenstergewände Granit, profiliert, rechteckige Eingangstür, im Sturz (Granit) Inschrift (vermutlich) „1846“, Obergeschoss Fachwerk, verschiefert, profilierte Holztraufe, Krüppelwalmdach (Schiefer), stehende Gaupen - Erstes Seitengebäude (Nordseite): im Winkel zum Wohnhaus stehendes eingeschossiges Gebäude, vermutlich mit Drempel, Bruchsteinmauerwerk, leicht verputzt, heute bruchsteinsichtig, Fenster mit Klinkereinfassung, teilweise durch Holzläden schließbar, flach geneigtes Satteldach, völlig im Ursprung erhaltenes Gebäude ohne Veränderungen (Hofseite unbekannt) - Zweites Seitengebäude (Ostseite): Holzschuppen mit Drempelgeschoss und Satteldach, verbrettert, Sockel Granitschichtmauerwerk - Drittes Seitengebäude (Südseite): rechteckiger Grundriss, Bruchsteinmauerwerk bzw. Fachwerk, das Bruchsteinmauerwerk mit Graupelputz/Glattputz verputzt, Fensteröffnungen mit Brettläden schließbar, flach geneigtes Satteldach, im Giebelbereich Ziegelmauerwerk, große Schiebeholztore an der Traufseite | 08985725 |
| Direkt Bild zu diesem Denkmal hochladen | Zwei Kriegerdenkmale, Kriegerdenkmal für die Gefallenen des Deutsch-Französischen Krieges 1870/1871 und die Gefallenen des Ersten Weltkrieges | Plohner Straße 17 (gegenüber) (Karte) | Bezeichnet mit 1910; um 1920                                         | Ortshistorische Bedeutung. - Kriegerdenkmal Erster Weltkrieg: Kunststein-Stele auf Treppensockel, Seitenflanken mit Kugelaufsatz und Inschrift: „Die Helden lobt! Das Volk in Not!“, mittlere Stele mit Relief (Eisernes Kreuz und Lorbeerkranz), Inschrift: „Für ihr Vaterland gaben das Leben:“ darunter ehemals Tafel (herausgerissen), darunter Eichlaubrelief und Schwert, originaler Baumbestand (Eiche und Linde) - Kriegerdenkmal zum Gedenken an den deutsch-französischen Krieg: Grob behauene Granitstele mit aufgenagelter Eisenplatte, Inschriften: „Heil dir Germania! 1870–1910“ und „Ihren Söhnen, welche 1870/71 für das Vaterland kämpften zur 40-jährigen Jubelfeier des Deutschen Kaiserreiches aus Dankbarkeit gewidmet von ihrer Gemeinde. Röthenbach 2. September 1910“ | 08985726 |
| Direkt Bild zu diesem Denkmal hochladen | Nördliches Wohnhaus, westliches Seitengebäude und Wassertrog eines Vierseithofes                                                              | Rodewischer Straße 21 (Karte)         | Mitte 19. Jahrhundert (Bauernhaus); bezeichnet mit 1849 (Wassertrog) | Beide Gebäude mit Fachwerk-Obergeschoss, weitgehend geschlossene Hofanlage, Zeugnis für die Wohn- und Wirtschaftsweise vergangener Zeiten, baugeschichtlich von Bedeutung. - Wohnhaus: zweigeschossig, Erdgeschoss massiv, verputzt, profilierte Fenstergewände, Obergeschoss Fachwerk und originale Fenstergrößen, Krüppelwalmdach (Schiefer), Eingangstür Granitgewände mit neuer Verdachung, Giebel verschiefert, straßenseitig (Hausrückseite) störender zweigeschossiger Anbau - Stall: zweigeschossig, Erdgeschoss massiv, verputzt, Obergeschoss Fachwerk, Holzfensterläden, Satteldach (Eternit), giebelseitig Tordurchfahrt mit verbrettertem Taubenschlag, zweischiffiger Stall mit Granitsäulen, böhmische Kappen (vier Joche), Segmentbogenfenster, Eingang Granitgewände, Betonfenster, Obergeschoss Fachwerk, Giebel verputzt - Granitwassertrog: längsrechteckig, an der Stirnseite in die Granitplatte eingemeißelte Inschrift bezeichnet „1849“, teilweise Oberseite verbrettert durch verdachten Aufsatz (Pultdach) | 08985720 |
| Direkt Bild zu diesem Denkmal hochladen | Villa mit Garten, Zufahrtsbrücke über den Plohnbach, Einfriedung und Toreinfahrt                                                              | Rodewischer Straße 24 (Karte)         | 1903                                                                 | Villa in Hanglage, historisierender Putzbau mit malerischer Dachlandschaft, ortsbildprägendes repräsentatives Gebäude von bauhistorischer Bedeutung. - Villa eines Bäckers: eingeschossig mit hoher Substruktionsmauer zum Hang (Zyklopenmauerwerk), Erdgeschoss verputzt, traufseitig Eingang mit originaler Eingangstür und Türschloss, Mezzaningeschoss, profilierte Traufe, Eckrustika (aufgeputzt), giebelseitig Seitenrisalit mit Zwerchgiebel (Schwebegiebel, Biberschwanzdeckung und Krabbenziegel als Firstziegel), Fensterfaschen profiliert, Walmdach mit bewegter Dachlandschaft (Schleppgaupen, eisernes Ziergitter, quadratische Türmchen, Laterne und Zwiebeldach mit Kugelaufsatz), Rechteckfenster auf Konsolen, traufseitig Zwerchhaus (Hangseite) - Im Garten alter Baumbestand, Brücke über den Rödelbach, seitliches Eisengeländer (historisch) mit flachen Reliefaufsätzen (Engelsköpfe) - Einfriedung zur Straße: Eisentor, Gitter mit Krabben, Arabesken und Puttimotiven, Einfassungsmauer des Wassergrabens aus Bruchstein (Granit) | 08985721 |
| Direkt Bild zu diesem Denkmal hochladen | Wohnstallhaus (Umgebinde) eines ehemaligen Vierseithofes                                                                                      | Rodewischer Straße 28 (Karte)         | Bezeichnet mit 1858, im Kern älter                                   | Obergeschoss Fachwerk, bemerkenswerte Umgebindekonstruktion, in gutem Originalzustand erhaltenes, vogtlandtypisches Denkmal der Wohn- und Wirtschaftsweise vergangener Zeiten, baugeschichtlich von Bedeutung. Zweigeschossiges Wohnstallhaus, Erdgeschoss massiv, rechte Haushälfte mit Umgebinde (Ständer mit Kopfstreben) und Umschrot, linke Haushälfte massiv, verputzt, zwei Eingänge mit Granitgewände, ein Sturz mit Inschrift „1858“, originale Eingangstür (leicht verändert) mit flachem Oberlicht, profiliertes Gewände, zum Teil unterkellert (Tonne, Bruchstein), originale Fenstergrößen, Giebel verbrettert, Satteldach (Kunstschiefer), Bruchsteinsockel. | 08985719 |

## Rützengrün
| Bild                                    | Bezeichnung                                                               | Lage                         | Datierung                                                                                            | Beschreibung | ID       |
| --------------------------------------- | ------------------------------------------------------------------------- | ---------------------------- | --- | --- | -------- |
| Direkt Bild zu diesem Denkmal hochladen | Herrenhaus, zwei Seitengebäude und Toreinfahrt des ehemaligen Rittergutes | Am Teich 6 (Karte)           | Um 1860 (südliches Wirtschaftsgebäude); 1890 (nördliches Wirtschaftsgebäude); 1900-1902 (Herrenhaus) | Strukturell intakte Anlage von großem historischen Wert und ortsbildprägend, das Wohngebäude auch von baugeschichtlicher Bedeutung. Das Rittergut Rützengrün, Keimzelle des Ortes, im 15. Jahrhundert erstmals urkundlich erwähnt und lange im Besitz derer von der Planitz, besteht heute aus dem Wohnhaus, das die Papierfabrikanten Brettschneider 1900–1902 an der Stelle eines (größeren, siehe Poenicke) Vorgängerbaues (Herrenhaus) errichten ließen, und zwei Wirtschaftsgebäuden aus der 2. Hälfte des 19. Jahrhunderts, es liegt ortsbildprägend und mit intakter Struktur über einem (dazu gehörenden) Teich und ist von großer geschichtlicher Bedeutung, das Wohnhaus auch von architektonischer Relevanz                                                                                            | 08985728 |
|                                         | Kriegerdenkmal für die Gefallenen des Ersten Weltkrieges                  | Brunnenweg 1 (neben) (Karte) | 1928                                                                                                 | Jahrelang in demontiertem Zustand, Wiederaufrichtung 2002, Gedenkstein mit Namen, ursprünglich von Bronzeadler bekrönt, ortsgeschichtlich von Bedeutung | 08985802 |
| Weitere Bilder                          | Martin-Luther-Kirche                                                      | Hauptstraße 3 (Karte)        | 1924–1925, bezeichnet mit 1924                                                                       | Saalbau mit Apsis und wuchtigem Westturm, im Heimatstil, Architekt Johannes Höra aus Bad Elster, baugeschichtliche und ortshistorische Bedeutung. Einschiffig, verputzt, Granitsockel (Bossenquader), traufseitig vier Rundbogenfenster, Bleiglasfenster, Walmdach (Schieferdeckung), Westturm (quadratisch, mit oktogonalem Aufsatz und oktogonalem Zeltdach, Knauf, Kreuz, Uhr, Schieferdeckung), Turmfenster mit Palladiomotiv, Ecklisenen und Strebepfeiler, Westfassade leicht über Turm hinauskragend, Treppenaufgang seitlich am Turm mit rundbogigem Eingang, daneben Sandstein-Inschrifttafel, innen Decke mit Sternhimmel-Darstellung, am Turm rundbogige Nische mit Darstellung des segnenden Christus, im Osten dreiseitige kleine Apsis mit Rundbogenfenster, Bleiglasfenster (figürlich gestaltet). | 08985727 |

## Tabellenlegende
- Bild: Bild des Kulturdenkmals, ggf. zusätzlich mit einem Link zu weiteren Fotos des Kulturdenkmals im Medienarchiv Wikimedia Commons. Wenn man auf das Kamerasymbol klickt, können Fotos zu Kulturdenkmalen aus dieser Liste hochgeladen werden:
- Bezeichnung: Denkmalgeschützte Objekte und ggf. Bauwerksname des Kulturdenkmals
- Lage: Straßenname und Hausnummer oder Flurstücknummer des Kulturdenkmals. Die Grundsortierung der Liste erfolgt nach dieser Adresse. Der Link (Karte) führt zu verschiedenen Kartendiensten mit der Position des Kulturdenkmals. Fehlt dieser Link, wurden die Koordinaten noch nicht eingetragen. Sind diese bekannt, können sie über ein Tool mit einer Kartenansicht einfach nachgetragen werden. In dieser Kartenansicht sind Kulturdenkmale ohne Koordinaten mit einem roten bzw. orangen Marker dargestellt und können durch Verschieben auf die richtige Position in der Karte mit Koordinaten versehen werden. Kulturdenkmale ohne Bild sind an einem blauen bzw. roten Marker erkennbar.
- Datierung: Baubeginn, Fertigstellung, Datum der Erstnennung oder grobe zeitliche Einordnung entsprechend des Eintrags in der sächsischen Denkmaldatenbank
- Beschreibung: Kurzcharakteristik des Kulturdenkmals entsprechend des Eintrags in der sächsischen Denkmaldatenbank, ggf. ergänzt durch die dort nur selten veröffentlichten Erfassungstexte oder zusätzliche Informationen
- ID: Vom Landesamt für Denkmalpflege Sachsen vergebene, das Kulturdenkmal eindeutig identifizierende Objekt-Nummer. Der Link führt zum PDF-Denkmaldokument des Landesamtes für Denkmalpflege Sachsen. Bei ehemaligen Kulturdenkmalen können die Objektnummern unbekannt sein und deshalb fehlen bzw. die Links von aus der Datenbank entfernten Objektnummern ins Leere führen. Ein ggf. vorhandenes Icon  führt zu den Angaben des Kulturdenkmals bei Wikidata.

## Ausführliche Denkmaltexte
1. ↑  Landesanstalt Untergöltzsch:
Die ehemalige „Königlich-Sächsische Landes-Heil- und Pflegeanstalt für Geisteskranke zu Untergöltzsch“ ist eine frühe, aufgrund von neuen wissenschaftlichen Erkenntnissen nicht geschlossen, sondern im Pavillonsystem errichtete Krankenhausanlage. Die einheitlich und anspruchsvoll gestalteten gelben Klinker-Typenbauten mit Dekor durch rote Klinkerbänder und Segmentbogenöffnungen stehen auf hohen, oft in Polygonalmauerwerk gehaltenen Schiefersockeln. Die strengen zweigeschossigen Gebäude über H- und U-förmigem oder rechtwinkligem Grundriss, die Schwebegiebel vom sogenannten Schweizerstil beeinflusst, auch Risalite und Gaupen haben rhythmisierende Wirkung.

Die Landesanstalt, eines der wichtigsten erhaltenen Zeugnisse der Kranken- und Sozialfürsorge der Jahrhundertwende um 1900 überhaupt und hierin vergleichbar mit den Monumenten in Berlin-Moabit und Hamburg-Eppendorf, befindet sich auf dem ehemaligen Gelände des Rittergutes Untergöltzsch, das der sächsische Staat 1888 für den geplanten Pflegezweck kaufte. 1889 bis 1893 entstand das genannte Ensemble in lockerer Symmetrie entlang zweier Nord-Süd-Achsen, die an ihren Enden sich jeweils mittels Halbringen verbinden. Geteilt in annähernd zwei gleich große Hälften wird die Anlage durch die in Ost-West-Richtung verlaufende Bahnhofstraße, die auch die Trennung von Frauen- und Männerbereich bedeutete (heute gekennzeichnet durch die Gebäudebuchstaben A und B).

Das Gelände ist geprägt von einer parkähnlichen Gestaltung, die sich in altem Baumbestand, zum Teil erhaltenen Kastanienalleen, einem die Achsen verbindenden Wegesystem und einem markanten Teich südlich der Bahnhofstraße ausdrückt. All dies ist bereits auf frühen Abbildungen erkennbar. Außerdem ist ein Friedhof mit Pathologie, Begräbnishalle, Kapelle und Brunnen angeschlossen, auf dem sich auch ein Denkmal befindet für die in beiden Kriegen, als die Anlage auch Lazarett war, verstorbenen Soldaten (Kapelle und Denkmal in der Formensprache der 1920er/1930er Jahre).

Einige Gebäude fügen sich nicht völlig in die ansonsten homogene Anlage und heben sich durch gestalterische Details hervor. In erster Linie ist die ehemalige Direktorenvilla zu nennen, die ein Türmchen mit Welscher Haube, unregelmäßigen Grundriss, einen Giebel mit Zierfachwerk und ein gekuppeltes Fenster aufweist. Die Eklektik des Späthistorismus an diesem Haus, das auch erst um 1900 entstanden und nicht Bestandteil der ursprünglichen Planung war, weicht deutlich von der klassisch-strengen Gestaltung der übrigen Anlage ab. Auch das gegenüber liegende Pförtnerhaus ist durch einen Mittelrisalit mit Neorenaissance-Schweifgiebel auffällig, auch ein Zeichen dafür, dass es etwas später errichtet wurde. Ein Kuriosum ist die 1894 fertiggestellte Anstaltskirche, die in den 1960er Jahren in eine Turnhalle umgewandelt wurde. Der Bau mischt mittelalterliche (romanische) Einflüsse mit solchen des Klassizismus (griechische Giebel) und steht ebenfalls für die ostentative Stilvielfalt der Jahre vor 1900. Gleichwohl nähert er sich durch sein Ziegelmauerwerk seiner Umgebung an.
2. ↑  Einzeldenkmale der Sachgesamtheit Landesanstalt Untergöltzsch:

  - A3, Wohnhaus, Ärztliches Direktorat (ursprünglich nicht vorgesehen, um 1900 entstanden): zweigeschossiger gelber Klinkerbau auf Schiefersockel (Polygonalmauerwerk), kräftiger Eckrisalit mit Drempel und Satteldach, im Giebel Zierfachwerk, insgesamt im Erdgeschoss Segmentbogenfenster, im Obergeschoss gekuppelte Rundbogenfenster, von Klinkerbögen überfangen, mit Schlussstein, prachtvolle Klinkergliederung (grüner glasierter Klinker): Gesimsbänder, reich verzierte Brüstungsfelder (Andreaskreuze, Rauten), seitlich quadratischer Treppenhausturm mit abgefasten Ecken, Welscher Haube und Laterne, spitzes Zeltdach und Knauf (verschiefert), rückseitig an Hausecke rechteckiger eingeschossiger Standerker mit Welscher Haube (verschiefert), Kunststeingewände, insgesamt Satteldach (Pfettendach), Schieferdeckung
  - A4, Pförtnerhaus (ursprünglich nicht im Bebauungsplan vorgesehen, um 1900 errichtet): eingeschossiger gelber Klinkerbau mit Drempelgeschoss, Schiefersockel, rote Klinkergliederung, traufseitig Mittelrisalit mit Segmentbogeneingang (Sandsteingewände) und gekuppelten Segmentbogenfenstern im Obergeschoss, Zwerchgiebel mit Satteldach, konvex und konkav geschwungenes Sandstein-Giebelgesims, oberer Abschluss als kleiner Dreiecksgiebel, Konsole, insgesamt Segmentbogenfenster mit roten Klinkersturzbögen, im Drempel auch Rechteckfenster, originale Fenster erhalten, Satteldach (Pfettendach, Schieferdeckung), Satteldach-Gaupe, originale Eingangstür mit Oberlicht, Zahnschnittgesims, profilierte Sparrenköpfe
  - A5, Verwaltung, war nicht im ursprünglichen Bebauungsplan vorgesehen (um 1900 entstanden): zweigeschossiger gelber Klinkerbau auf U-förmigem Grundriss, Schiefersockel (Polygonalmauerwerk), rote Klinkergliederung, Kellerfenster Granitgewände, sonst Sandstein-Gewände, Segmentbogenfenster mit Klinkersturzbögen im Erdgeschoss, an der Traufseite mittig Eingangstür mit Segmentbogengewände und Schlussstein, im Obergeschoss Rechteckfenster, zum Teil gekuppelte Fenster im Erd- und Obergeschoss, durch Segmentbogen-Klinkerbögen überfangen, insgesamt Walmdach (Schiefer), Eckrisalite mit Zwerchhäusern (Rundbogenfenster) und Satteldach, Schwebegiebel, an der Schmalseite Zwerchgiebel (verbrettert)
  - A6, Anstaltskirche: 1893/94 erbaut, in den 1960er Jahren baulich verändert und profaniert, 2001 begonnener Rückbau der Veränderungen, gelber Ziegelrohbau auf hohem Bruchsteinsockel (Schiefer), kastenartige zweigeschossige Saalkirche (ca. 10 m Höhe), Haupteingang ursprünglich über massive Freitreppe erreichbar an der Ostfassade: Doppeltes Rundbogenportal, originale hölzerne Eingangstüren mit Oberlicht, Stufenportal, im Erdgeschoss gekuppelte Segmentbogenfenster, im Obergeschoss Rundbogenfenster, über Eingang zu Drillingsfenstern zusammengefasst, insgesamt Satteldach (zurzeit Wellblech – ursprünglich Naturschieferdeckung), traufseitig Eckrisalite und Mittelrisalit, gestuftes Gesims (Ziegelstein), an der Westfassade rechteckige Apsis (Kirche nicht geostet) mit hohem Rundbogenfenster und Dreiecksgiebel, Sandstein-Traufgesims, Apsis flankiert von Sakristeianbauten mit Walmdach, im Inneren Orgelempore als Holzkonstruktion, Kirche zum Teil unterkellert
  - A7, Station, ehemals Verwaltungshaus: zweigeschossiger gelber Klinkerbau auf Schiefersockel, an der Traufseite 5-Fensterachsen-breiter Mittelrisalit, rückseitig Terrasse entfernt, rote Klinkergliederung (Gesimsbänder, Gewände), Treppenaufgang, Segmentbogeneingang, Segmentbogenfenster, Treppenhaus-Risalit mit Zwillingsfenstern, abgetrepptes Traufgesims, Satteldach, Schwebegiebel, Schieferdeckung, Satteldachgaupen, im Giebeldreieck Zwillingsfenster
  - A8, Wohnhaus, ehemals „erster Classe“: zweigeschossiger gelber Klinkerbau auf Schiefersockel, giebel- und traufseitig Mittelrisalit mit Schwebegiebel, rote Klinkergliederung (Gesimsbänder, Gewände), giebelseitig Treppenaufgang und Segmentbogeneingang am Mittelrisalit (Treppenhausturm), Zwillingsfenster, originale Eingangstür, zum Teil originale Fenster mit Klotz, rückseitig Altan und Balkon auf Ziegelstein-Pfeilern und im oberen Teil auf kannelierten Eisensäulen, Eisengeländer, originale Balkontür, gestuftes Traufgesims (abgetreppt), Satteldach
  - A9, Wohnhaus, ehemals „Directorenhaus“: zweigeschossiger gelber Klinkerbau auf Schiefersockel, geohrte Segmentbogenfenster, Zahnschnitt-Gurtgesims, gestuftes Traufgesims, originale Winterfenster, originale Fenster mit Klotz, giebelseitig einläufiger Treppenaufgang (Granitstufen) und Eisengeländer, originale Eingangstür, Satteldach (Schiefer), hölzerne Satteldachgaupen mit originalen Fenstern
  - A10, Station, „zweiter Classe“ (ehemalige Bezeichnung): zweigeschossiger gelber Klinkerbau auf Schiefersockel, H-förmiger Grundriss mit Eckrisaliten und Mittelrisalit, Segmentbogenfenster, Gurtgesims im Zahnschnitt (Klinker), abgetrepptes Traufgesims an den Giebelseiten, insgesamt Walmdach (Pappe), Risalite mit Zwerchhaus und Satteldach, traufseitig Terrasse
  - A14, Station, ehemals für „Unruhige“, heute Psychotherapie-Abteilung: gelber Klinkerbau auf T-förmigem Grundriss, Schiefersockel, zweigeschossiger Hauptflügel, eingeschossiger Seitenflügel, Segmentbogenfenster, Hauptflügel an der Traufseite mit Seitenrisalit, Satteldach (Schieferdeckung, Pfettendach), Schwebegiebel, giebelseitig Segmentbogeneingang, gestuftes Traufgesims, an den Seitenflügeln giebelseitig Treppenaufgang (Granitstufen, originales Eisengeländer)
  - A15, Station, Forensische Abteilung, ehemals für „Halbruhige und Unreinliche“: zweigeschossiger gelber Klinkerbau, rote Klinkergliederung, Schiefersockel, Segmentbogenfenster (vergittert), Gurtgesims (Zahnschnitt), Seitenrisalite, Satteldach (Pfettendach), Schieferdeckung, Schwebegiebel, Satteldachgaupen
  - A17, Wohnhaus, ehemaliges Beamten-Wohnhaus, jetzt Trainingswohnung: zweigeschossiger gelber Klinkerbau auf Schiefersockel (Schichtmauerwerk), giebelseitig einläufiger Treppenaufgang (Granitstufen) und Segmentbogeneingang mit originaler Eingangstür, Segmentbogenfenster, abgetrepptes Traufgesims, Satteldach mit Schwebegiebel, Satteldachgaupen
  - A18, Wohnhaus, ursprünglich Pflegerheim: eingeschossiger gelber Klinkerbau auf Schiefersockel (Schichtmauerwerk scharriert), an beiden Traufseiten zweigeschossige Seitenrisalite (unterschiedlich weit vorkragend), mittig Segmentbogeneingang mit originaler Haustür und Treppenaufgang (Granitstufen), Eisengeländer, Segmentbogenfenster mit orangem Klinkergewände, originale Fenster mit Klotz, im Giebel Rundfenster, Satteldach (Pfettendach), Schieferdeckung, Satteldachgaupen, im Inneren originale Türen, zum Teil Winterfenster
  - A20, Station, ehemalige Station für sogenannte „40 Ruhige“, heute Abteilung für Suchtkranke, Aufnahmestation: H-förmiger Grundriss, zweigeschossiger gelber Klinkerbau auf Schiefersockel, im Mittelflügel Segmentbogeneingang, Segmentbogenfenster, Klinkersohlbänke, Satteldach (Pfettendach), Schieferdeckung, Gurtgesims (im Zahnschnitt), Schwebegiebel, rückseitig Mittelrisalit mit Treppenhausturm, hoher Segmentbogeneingang, beide Traufseiten mit Seitenrisaliten (zwei Fensterachsen)
  - A23, Station, ursprünglich Station für 40 „Ruhige“: H-förmiger Grundriss, zweigeschossiger gelber Klinkerbau auf Schiefersockel, im Mittelflügel Segmentbogeneingang, Segmentbogenfenster, Klinkersohlbänke, Satteldach (Pfettendach), Schieferdeckung, Gurtgesims (im Zahnschnitt), Schwebegiebel, Satteldachgaupen mit geschnitztem hölzernem Giebel, rückseitig Mittelrisalit mit Treppenhausturm, hoher Segmentbogeneingang, beide Traufseiten mit Seitenrisaliten (zwei Fensterachsen)
  - A24, Festsaal, heute Kulturhaus und Musiktherapie: Schiefersockel, zweigeschossiger gelber Klinkerbau auf H-förmigem Grundriss, rote Klinkergliederung, Walmdach (Schiefer), Satteldachgaupen, Seitenrisalite mit Satteldach, Schwebegiebel, traufseitig jeweils zwei Fensterachsen-breite Seitenrisalite, dazwischen Holzveranda (kannelierte Eisenpfeiler), im Obergeschoss Zwillingsfenster, an der anderen Traufseite zwischen den Seitenrisaliten Terrasse mit zweiläufigem Treppenaufgang, Eisengeländer, im Erdgeschoss Rundbogenfenster mit Schlussstein, giebelseitig sieben Fensterachsen an den Schmalseiten, innen Festsaal mit Bühne, originales Treppenhaus mit Eisengeländer
  - A27, ehemalige Schlosserei, jetzt Laden und Friseur: im ursprünglichen Plan noch nicht vorgesehen, gelber Klinkerbau auf Schiefersockel, rote Klinkergliederung, giebelseitig Segmentbogeneingang, im Giebeldreieck Zwillingsfenster und Rundfenster, traufseitig Holztor (original) mit Segmentbogengewände und Laderampe (Granitplatten), Satteldach (Falzziegel), Pfettendach, abgetrepptes Traufgesims, profilierte Sparrenköpfe, Segmentbogenfenster, Schwebegiebel
  - A29, Pathologie, ursprünglich „Sections- und Begräbnishalle“, jetzt zentrale Arbeitstherapie: eingeschossiger roter Klinkerbau mit gelber Klinkergliederung, Schiefersockel, Mittelrisalit mit Segmentbogeneingang, Treppenaufgang (Granitstufen), Eingang rundbogig überfangen, gelbe Gesimsbänder, giebelseitig zweiter Segmentbogeneingang, Segmentbogenfenster und Rechteckfenster, Klinkersohlbänke, im Giebel Rundfenster, abgetrepptes Traufgesims, Satteldach (Pfettendach, Pappe), Ecklisenen
  - B2, Wohnhaus, ehemals Pflegerinnenheim: eineinhalbgeschossiger gelber Klinkerbau auf Schiefersockel (scharriert), hakenförmiger Grundriss, an drei Gebäudeseiten jeweils rechts Seitenrisalit, Drempelgeschoss, Segmentbogenfenster, Sohlbänke (Klinker), Gurtgesims (roter Klinker), abgetrepptes Traufgesims, Satteldach (Schiefer, Pfettendach) mit hölzernem verziertem Schwebegiebel, Satteldachgaupen, Segmentbogeneingang mit Treppenaufgang (Granitstufen), im Giebeldreieck Rundfenster, profilierte Sparrenköpfe
  - B3, früher Station für „Halbruhige“, jetzt Station (B3)/Ambulanz: gelber Klinkerbau auf H-förmigem Grundriss, Segmentbogen-Kellerfenster mit Schiefer-Sturzbögen, insgesamt Schiefersockel (Schichtmauerwerk), rote Klinkergliederung (Gesimsbänder), Segmentbogenfenster, abgetrepptes Traufgesims (Klinker), traufseitig rechteckiger Eingang mit seitlichen Fenstern und kannelierten Eisenpilastern, einläufiger Treppenaufgang (Granitstufen), rückseitig Seitenrisalite und Mittelrisalit (Treppenhausturm), vorderseitig im Obergeschoss Drillingsfenster (Rechteckfenster) mittig mit gemeinsamem Sturz
  - B5, ursprünglich Station für sogenannte „Halbruhige und Unreinliche“, jetzt Station/Abteilung für Suchtkranke und Entwöhnungsstation (B5): zweigeschossiger gelber Klinkerbau auf Schiefersockel, Segmentbogenfenster im Kellergeschoss mit Schiefersturzbögen, traufseitiger Segmentbogeneingang, Seitenrisalite (unterschiedlich weit vortretend), rohes abgetrepptes Klinker-Gurtgesims, Segmentbogenfenster, Walmdach (Pfettendach mit Schwebegiebel, Dachpappe), Satteldachgaupen, abgetrepptes Traufgesims
  - B6, ursprünglich Station für sogenannte „Unruhige“, jetzt Station/Arbeitstherapie (B 6): gelber Klinkerbau auf T-förmigem Grundriss, dreigeschossig, Mittelbau dreigeschossig, Erdgeschoss Schiefer (Schichtmauerwerk), erstes und zweites Obergeschoss gelber Klinker mit roter Klinkergliederung, Segmentbogenfenster, gestufte Klinkergesimse, giebelseitig Segmentbogeneingang, Giebelseite leicht zurückspringend an Hausflucht, im rechten Winkel beidseitig anschließende Seitenflügel: eingeschossige gelbe Klinkerbauten auf hohem Schiefersockel, traufseitig Treppenaufgang, insgesamt Satteldach (Pfettendach), gestuftes Traufgesims
  - B8, Station/Neurologische Abteilung (B 8): längsrechteckiger gelber Klinkerbau auf Schiefersockel (Polygonalmauerwerk), zweigeschossiger Mittelbau, flankiert von eineinhalbgeschossigen Seitenflügeln, Mittelbau traufseitig fünf Fensterachsen, Mittelrisalit mit Zwerchgiebel, zweiläufiger Treppenaufgang (Granitstufen), hoher rundbogiger Eingang mit Klinkersturzbogen und Schlussstein, giebelseitig anschließende Seitenflügel mit Seitenrisalit und Zwerchhaus, insgesamt Rundbogenfenster mit Sandsteingewände und Klinkersturzbögen mit Schlussstein (Sandstein), Kellerfenster Segmentbögen (Granitgewände und Ziegelstein-Sturzbögen), an rechtem Seitenflügel Holzveranda auf quadratischen Pfeilern (Schieferquader), verbretterte Holzkonstruktion mit großen Rundbogenfenstern, originale Fenster, äußerer Treppenaufgang vor der Veranda, gesamter Bau Krüppelwalmdach (Pfettendach mit profilierten Sparren), rundbogiges Traufgesims (Ziegelstein) mit aufgetreppten Konsolen
  - B9, ursprünglich für „40 Ruhige“, jetzt Station/Tagesklinik (B 9): identisch mit Station B 10, selbe Kubatur und Baumaterial, traufseitig Terrasse erneuert, an Stirnseite eingeschossiger Anbau, verputzt
  - B10, ursprünglich geplant für „40 Ruhige“, Station (B 10) in offener Bebauung: gelber Klinkerbau auf H-förmigem Grundriss, Schiefersockel, Segmentbogen-Kellerfenster, rote Klinkergliederung (Gesimsbänder), Segmentbogenfenster mit rotem Klinkergewände, Satteldach (Schiefer, Pfettendach) mit Schwebegiebel, traufseitig niedrige Terrasse mit Granitplattenfußboden, Eisengeländer, gestuftes Traufgesims, mittig Treppenhausrisalit mit Segmentbogeneingang und Treppenaufgang
  - B11, ehemaliges Wohnhaus „erster Classe“, jetzt Station (B 11) in offener Bebauung: zweigeschossiger gelber Klinkerbau, Schiefersockel, Mittelrisalit mit Zwerchgiebel und Terrasse, Segmentbogenfenster, Satteldach mit Satteldach-Gaupen, gestuftes Traufgesims, giebelständig Treppenhausrisalit mit Segmentbogeneingang, Tür erneuert
  - B12, ursprünglich Station und sogenannte „zweite Classe“, heute Labor (B 12), Zentrallabor und wissenschaftliche Bibliothek: gelber Klinkerbau auf Schiefersockel (Schichtmauerwerk), kreuzförmiger Grundriss, zweigeschossig, Segmentbogen-Kellerfenster, breiter Mittelrisalit (fünf Fensterachsen), Segmentbogenfenster mit profilierten Sohlbänken, Gesimsbänder, Zwillingsfenster im Giebel, giebelseitig Mittelrisalit (Treppenhausturm) mit Segmentbogeneingang und Treppenaufgang (Granitstufen), Satteldach (Pfettendach), Dachpappe, Satteldachgaupen, hölzerner Schwebegiebel
  - B14, Wohnhaus (B 14) in offener Bebauung: zweigeschossiger gelber Klinkerbau, hoher Schiefersockel (Quadermauerwerk), rote Klinkergliederung, Segmentbogenfenster, Zahnschnittgesims (Klinker), profilierte Traufe (Ziegelstein), giebelseitig Segmentbogeneingang mit einläufigem Treppenaufgang, Schiefersockel und Eisengeländer, originale Eingangstür mit Oberlicht, Giebeldreieck mit abgetrepptem Traufgesims (Ziegelstein), Satteldach (Pappe), hölzerner Schwebegiebel, Satteldach-Gaupen, Kellerfenster segmentbogig mit Sturzbögen aus Schiefer, Gebäude ursprünglich errichtet als Wohnhaus für Oberbeamte
  - Parallel zu den Stationsgebäuden B 9 bis B 11 und dem Wohnhaus B 14 angelegte Kastanienallee mit alter Wegeführung
  - Friedhof, westlich vom Anstaltsgelände gelegen (zur Sachgesamtheit gehörend) mit Begräbnishalle (A29), Kapelle, Brunnen und Kriegerdenkmal:
    - Kapelle (um 1930 erbaut): eingeschossiger bescheidener Putzbau auf Schiefersockel (Schichtmauerwerk), traufseitig drei Fensterachsen, Rundbogenfenster, giebelseitig rundbogiger Eingang und Holztür, Treppenaufgang auf trapezförmigem Grundriss, Satteldach (Schiefer), profilierte Putztraufe, Tür- und Fensterfaschen, sonst ungegliedert, an rückseitiger Giebelseite eingeschossiger Anbau (Sakristei?)
    - Brunnenanlage, hinter der Kapelle: halbkreisförmige Buchenhecke, davor Kunststeinmauer mit seitlichen Sitzbänken konkav im Halbkreis geführt, Stirnmauer in der Mitte mit quadratischem Kunststein-Relief an zwei Stelen, mittig erhöhte oktogonale Brunnensäule, davor halbkreisförmige Brunneneinfassungsmauer (Kunststein), Anlage um 1915 entstanden
    - Kriegerdenkmal, im hinteren Teil des Friedhofs befindliches Kriegerdenkmal der im Lazarett verstorbenen Soldaten und Gefallenen des Ersten und Zweiten Weltkrieges: Stele aus Bruchstein-Mauerwerk und Quadermauerwerk auf kreuzförmigem Grundriss, hoher rechteckiger Sockel mit Kragsteinen, darüber hohe kreuzförmige Stele mit kräftigem abgeschrägtem Kranzgesims als oberer Abschluss, im unteren Teil Soldatenkopf-Relief (Kunststein) mit Helm
3. ↑  Gedenkstätte hinter Karl-Liebknecht-Straße 12:
Einfriedung: Bruchsteinmauer (Schiefer), talwärts hohe Stirnmauer (über die Einfriedung weit hinausragend) ähnlich einem Torhaus, mit abgeschrägter oberer Abschlusskante (Bruchstein, Schiefer). In der Stirnmauer Torbogen: große rundbogige Portalöffnung mit überdimensional großem Schiefer-Schlussstein. Haupteingang zum Platz flankiert von zwei kleineren Rundbogenöffnungen, an der Außenseite im Obergeschoss Rundbogenöffnungen mit erkerähnlichem Austritt (auf drei mächtigen Konsolen gestützte Schieferplatten), Zugang im Inneren des Torhauses durch Treppenaufgang, Stufen aus Schieferplatten. Ehemaliger Appell- oder Aufmarschplatz (vermutlich Thingstätte der Nazis), jetzt grasbewachsene hügelige Fläche mit leicht eingetieftem Mittelfeld, zwei Lindenbäume (ursprünglich zu beiden Seiten des Weges vier Linden), Einfassungsmauer mit Schießschartenöffnungen (rundbogig), in den Ecken Strebepfeiler, im hinteren Teil Reste einer mittigen Treppenanlage, die zu einer bühnenähnlich erhöhten Fläche führt, dort an der Innenseite der Einfriedungsmauer Reliefreste, zur höher gelegenen Sternwarte führender zweiter Treppenaufgang.

Ursprüngliche Bauintention: ein seit 1924 beabsichtigtes Kriegerdenkmal für die Gefallenen des Ersten Weltkrieges, von den Nationalsozialisten uminterpretiert als „Zeuge nationalistischer Baugesinnung“, „Wahrzeichen der Stadt“ und „Ehrenmal für die Gefallenen des Weltkrieges (1914/18)“ sowie der „nationalen Erhebung“.

Ursprünglich vorgesehene Weihe am 25. Jahrestag des Ausbruchs des Ersten Weltkriegs, infolge des erneuten Kriegsausbruches 1939 verschoben bzw. gleichzeitig erneute Uminterpretation des Ehrenmals als „Mahnmal für die Opfer des dem Deutschen Volke aufgezwungenen erneuten Krieges“ (laut Baubericht von 1939). 15. April 1939 „Ecksteinlegung“ vollzogen, Einmauerung einer Kupferkassette mit Dokumenten und einer Pergamenturkunde. Ursprünglich stand in der Platzmitte ein großer Steinblock als „Altar“, an Vorderfront befand sich ein 10 Meter hoher Obelisk mit Reichsadler (mit ausgebreiteten Flügeln) sowie Gedenktafeln. Ursprünglich geplant war eine Schneise vom Appellplatz der Pestalozzischule bis zum Ehrenmal als Aufmarschstraße und Blickachse. Nach der Besetzung Rodewischs durch amerikanische Kampfgruppen wurde der 10 Meter hohe Obelisk, der den bronzenen Hoheitsadler trug, gesprengt (Adlerplastik von sowjetischen Truppen abtransportiert), seitdem Verfall des Ehrenmals.
4. ↑  Einzeldenkmale der Sachgesamtheit Rittergut Obergöltzsch:
  - Festes Hus (Wasserburg, nur in den Grundmauern erhalten): Grundmauern des „Festen Hauses Göltzsch“ mit innerem (um das Feste Haus umlaufend) und äußerem Wassergraben bzw. Teich (um gesamte ehemalige Wasserburg), Festes Haus auf quadratischem Grundriss mit zwei seitlichen Auskragungen (Stützen), im Inneren acht Räume (ehemals) ergraben, kniehohe Bruchsteinmauern mit Schieferplattenabdeckung, zum Wehr quadratischer Raum, kleine rundbogige Brücke über dem Wassergraben, das „Feste Hus“ (ehemals Bestandteil einer Ringwallanlage) seit Ende des 16. Jahrhunderts nicht mehr bewohnt, verfallen und zugeschüttet, Fundamente 1937–1939 ergraben und äußerer Graben zum Teich erweitert
  - Renaissance-Schlösschen: massiv, verputzt, zweigeschossig, rechteckiger Grundriss, zwei Ecktürme (Nordwestseite), Türme auf dreiviertel-rundem Grundriss und nach oben rechteckige übereck gestellte Türmchen, (Standerker auf abgestuften Konsolen), nördlicher Eckturm mit verschieferter Haube und Kugelaufsatz, südlicher Eckturm in der Art eines Kirchturms (mit quadratischem und oktogonalem Aufsatz, Laterne, Haube und Wetterfahne, verschiefert, seitlich Uhr)
    - Im Inneren: Obergeschoss Festsaal mit Renaissancedecke, so genannte „Flaserndecke“, eine Holzkassettendecke mit handgedruckter mehrfarbiger Tapete, aus dem abgebrochenen Schloss Niederrödern bei Radeburg (17. Jahrhundert)
    - Im Turm zwei Saigerglocken von 1550 und 1558, im Erdgeschoss Kreuzgratgewölbe, Rechteckfenster mit profiliertem Gewände, Rundstab aus Porphyrtuff,
    - An der Längsseite Treppenaufgang zum Obergeschoss mit barockem Treppengitter (aus Schloss Tiefenau, 1955 an der Außentreppe angebracht)
    - An der Giebelseite rundbogiger Eingang mit profiliertem Porphyrtuff-Gewände
    - An den Schmalseiten vorgeblendeter Treppengiebel
    - Im Giebel Zwillingsfenster (Rechteckfenster) und kleines Rundfenster

  - Herrenhaus des Rittergutes mit Torhaus (seit 1951 „Museum Göltzsch“): hufeisenförmiger Bau (aus mehreren Anbauten aus dem 18. und 19. Jahrhundert zusammengesetzt), ehemals im Besitz der Familie Planitz, zweigeschossig, massiv, verputzt, Krüppelwalmdach (Schiefer) und Walmdach (Torhaus), Rechteckfenster, nördlicher Flügel mit späterem Anbau (kein Denkmal), profilierte Traufe
  - südlicher Flügel (Torhaus) aus dem 17. Jahrhundert: profilierte Holztraufe und leicht abgeknickter Grundriss, Erdgeschoss massiv, Obergeschoss Fachwerk, zum Teil verputzt, rechteckige Tordurchfahrt (hofseitig) bzw. rundbogige Tordurchfahrt (Außenseite), hohe Rechteckfenster im Obergeschoss, Walmdach (Schiefer), rückseitig zum Graben hin dreigeschossiger Anbau mit Satteldach, Rechteckfenster
  - zwei Pechpfannen (vor Grundmauern des Festen Hauses sowie vor dem Herrenhaus bzw. Museum aufgestellt): quadratische Granitblöcke mit mittigem Abflussloch, Maße: 102 × 102 × 42 cm und 80 × 80 × 40 cm
5. ↑  Pestalozzischule:
Schulbau in Ecklage zur Jahnstraße, auf U-förmigem Grundriss mit konkav gerundeter Straßenseite des Mittelflügels (Klassentrakt) sowie winkelförmiger Turnhallen- und Aulaanbau, Gliederung der Gebäude als Lochfassade, viergeschossiger gekrümmter Klassentrakt, Massivbau (Ziegelstein), Erdgeschoss Quadermauerwerk (Grünstein aus dem Elstertal), erstes bis drittes Obergeschoss verputzt, straßenseitig zehn Fensterachsen (Mittelflügel) Sprossenfenster, an der Ecke Westeingang mit Granittreppenaufgang und quadratischem Eckpfeiler, zurückgesetzte originale Eingangstür, Eckpfeiler mit kräftiger Eckkonsole und überlebensgroße Halbplastik (Kunststein-Figur, Darstellung Pestalozzis mit Schüler, zugleich porträtiert die Figur den damaligen Rodewischer Bürgermeister Pfeifer), Hofseite des Mittelflügels konvex gerundete Mauerwand, originaler Putz, Rechteckfenster in Vierergruppen zu Fensterbändern zusammengefasst, dadurch Betonung der Horizontalen.

Eingangsbau: quadratischer Eckturm (23 Meter Höhe) mit Uhr und Kuppelaufsatz von 1950 (als Schulplanetarium errichtet), den Schulbau überragend, im ersten und zweiten Obergeschoss des Turmes Eckfenster mit Faschen aus Schiefersteinen und gerade Verdachung.

Gesamter Bau Walmdach (Schieferdeckung), Dreiecksgaupen, Haupteingang mit parabelbogigem Doppelportal mit Schiefergewände und Schlussstein, Freitreppe, über dem Eingang Balkonaustritt.

Im Inneren des Mittelflügels langer gerundeter Flur (entsprechend der Gebäudeform), Treppenhaus mit originalen Tor- und Türanlagen.

Saalbau mit Aula und Turnhalle: zweigeschossiger Bau in gleicher Traufhöhe wie Hauptgebäude erbaut, im Erdgeschoss hohe Turnhalle, hoher Schiefersockel, große Rechteckfenster, darüber im Obergeschoss hoher Aulasaal mit bemerkenswerter Innenausstattung, an den Längsseiten fünf hochrechteckige Rechteckfenster bzw. Drillingsfenster, an der Stirnseite Bühne mit rechteckiger Öffnung, Kassettendecke (drei rechteckige Felder, am Rand Leuchtkästen bzw. in mittlerer Kassette runder Leuchtkörper im Bauhaus-Stil), an der Gebäudeecke angebrachte figürliche Plastik (Mutter mit Kind) .

An der Ecke zur Jahnstraße rondellähnlicher Vorplatz (Appellplatz) mit winkelförmiger Einfriedung und runder Ecke (Ringmauer: Schieferquader und Abdeckplatten aus Schiefer), Beleuchtung (quadratische Stele aus Schiefermauerwerk, Aufsatz aus Milchglas) auf dem quadratischen Vorplatz sowie große Freitreppe.
6. ↑  Rittergut Rützengrün:
  - Wohnhaus: zweigeschossiger massiver Putzbau mit tiefem Baukörper auf Zyklopen-Granitsockel, Erdgeschoss mit Putznutung und Rechteckfenstern, Hofseite mit trapezförmigem Standerker, das Geschoss optisch abgeschlossen durch Gurtgesims, darüber hohes Obergeschoss mit Glattputz, hier die Öffnungen (mit Sandsteingewänden) teils mit geschweiften Verdachungen, neobarock auch deren Sprossungen, auch der turmartige, leicht aus der Mittelachse gerückte Risalit (mit Welscher Haube) an der Westseite sowie der Seitenrisalit mit Schweif-Blendgiebel an der Hofseite, Hausecken und Risalite durch genutete Lisenen gerahmt, Traufe mit gewellten, vom Jugendstil beeinflussten Putznutungen, heterogene Dachlandschaft auf Mansardbasis, mit altdeutscher Schieferdeckung und flach abgeschlossen mit französischem Geländer, Treppenaufgang aus Granit, mit Eisengeländer, Türen original, auch innen
  - Südliches Seitengebäude (Wirtschaftsgebäude, um 1860): zweigeschossiger verputzter Feldsteinbau, zum Teil Mischmauerwerk, Untergeschoss mit böhmischem Kappengewölbe, zur Hofseite (wieder) mit drei segmentbogigen Einfahrten sowie mit granitgewändigem Eingang, die Obergeschoss-Fenster stehend und gerade verdacht, die Decke zum Obergeschoss leicht abgesenkt, auch das flache Satteldach vermutlich nicht mit originaler Konstruktion, sondern um 1930 mit großen Doppel-T-Trägern versehen, aufwendige Giebelgestaltung der Westseite, durch lisenenartige Mauervorlagen hier Dreiteilung der Wand
  - Nördliches Seitengebäude (Wirtschaftsgebäude, um 1890): langgestreckter zweigeschossiger roter Backsteinbau, ornamental mit gelben Klinkern versehen, die lisenenartig die Joche und gesimsartig die Geschosse markieren, in der Längsachse gleich gestaltetes Gesindegebäude, Ostseite des Wirtschaftsgebäudes mit bauzeitlichem, doppelt stehenden Dachstuhl, die Westseite mit modernerer Pfettenkonstruktion der erste Hälfte 20. Jahrhundert, das westlich anschließende ehemalige Remisengebäude ursprünglich mit gleicher Dekoration, aber eingeschossig und flach gedeckt, heute mit stark veränderter Fassade, die Basis jedoch wahrscheinlich Bestandteil des Vorgänger-Herrenhauses
  - Reste der Einfriedung: Eisentor mit floralen Motiven in Jugendstilformen